# Liste der Biografien/Pfe
Liste der Biografien |
Portal Biografien |
Personensuche
# |
A |
B |
C |
D |
E |
F |
G |
H |
I |
J |
K |
L |
M |
N |
O |
P |
Q |
R |
S |
T |
U |
V |
W |
X |
Y |
Z |
?
 
Pa |
Pc |
Pe |
Pf |
Ph |
Pi |
Pj |
Pk |
Pl |
Pm |
Pn |
Po |
Pr |
Ps |
Pt |
Pu |
Pv |
Pw |
Py
 
Pfa |
Pfe |
Pfi |
Pfl |
Pfn |
Pfo |
Pfr |
Pfu |
Pfy
Die Liste der Biografien führt alle Personen auf, die in der deutschsprachigen Wikipedia einen Artikel haben. Dieses ist eine Teilliste mit 588 Einträgen von Personen, deren Namen mit den Buchstaben „Pfe“ beginnt.

## Pfe

### Pfef
- Pfeffel von Kriegelstein, Christian Friedrich (1726–1807), elsässischer Historiker, Jurist und Diplomat
- Pfeffel, Carl Friedrich (1775–1858), deutscher Bankier und Politiker
- Pfeffel, Friedrich (1812–1888), Kaufmann und Politiker der Freien Stadt Frankfurt
- Pfeffel, Gottlieb Konrad (1736–1809), deutsch-schweizerischer Schriftsteller, Kriegswissenschaftler, Pädagoge und Schulgründer
- Pfeffel, Johann Andreas (1674–1748), deutscher Kupferstecher und Kunstverleger
- Pfeffer von Salomon, Ernst (1856–1923), preußischer Verwaltungsbeamter und Landrat
- Pfeffer von Salomon, Franz (1888–1968), deutscher Freikorps- und SA-Führer, Politiker (NSDAP), MdR
- Pfeffer von Salomon, Friedrich (1892–1961), deutscher Polizeipräsident, Gestapomitarbeiter, SA-Führer und Regierungspräsident
- Pfeffer, Anna (* 1945), ungarische Kanutin
- Pfeffer, Anna Margareta (1679–1746), deutsche Dichterin
- Pfeffer, Anton (* 1965), österreichischer Fußballspieler und -trainerAnton Pfeffer (* 1965)

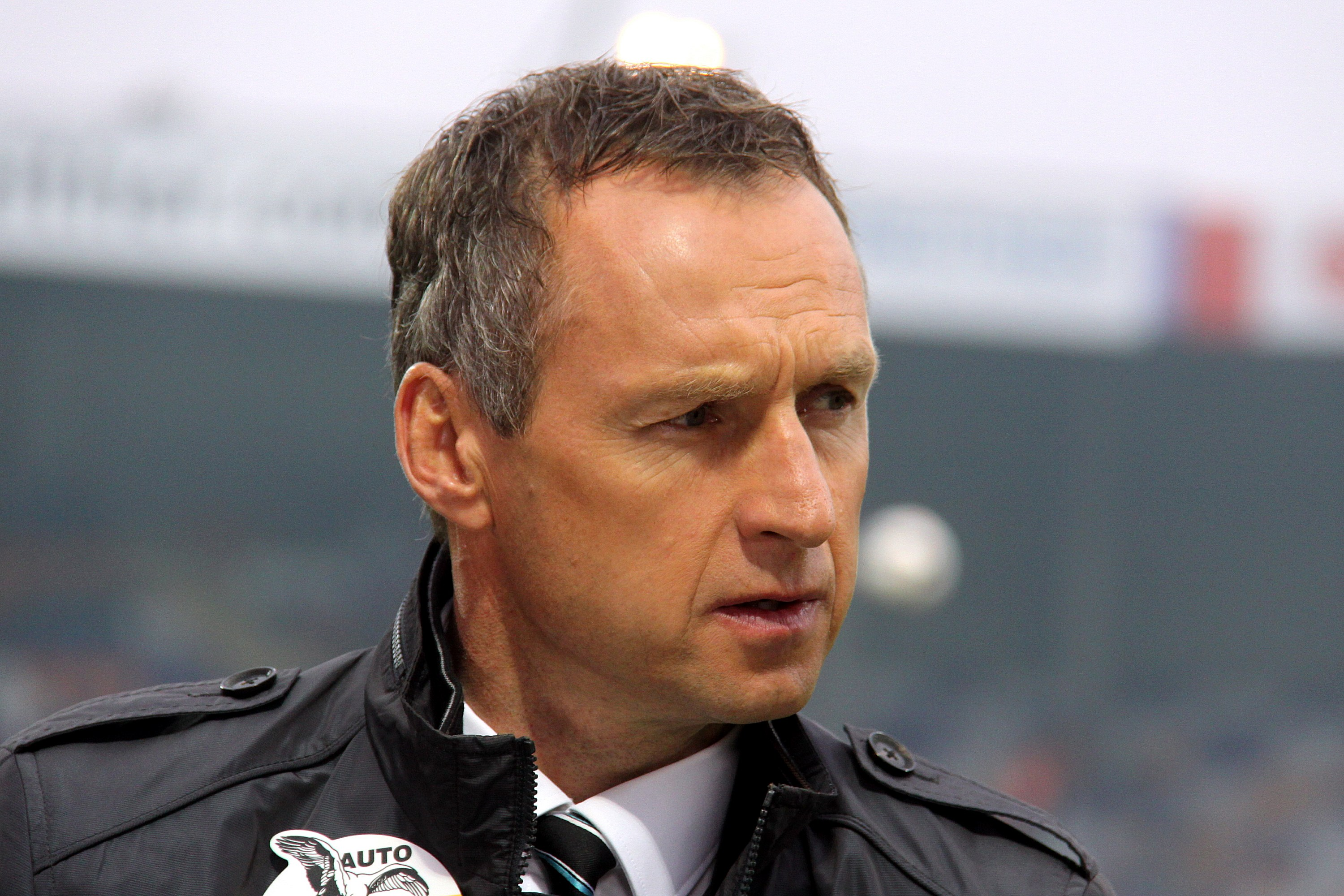
Anton Pfeffer (* 1965)

- Pfeffer, Camilla (* 1993), deutsche Trainerin in Rhythmischer Sportgymnastik
- Pfeffer, Charlotte (1881–1970), deutsche Rhythmikerin
- Pfeffer, David (* 1982), deutscher Sänger und X-Factor-Gewinner
- Pfeffer, Erich (* 1958), deutscher Generalleutnant
- Pfeffer, Ernst (1939–2017), deutscher Agrarwissenschaftler der Tierernährung und Hochschullehrer
- Pfeffer, Erwin (1914–1971), deutscher Politiker (GB), MdL Bayern
- Pfeffer, Florian (* 1970), deutscher Grafikdesigner und Politiker (Bündnis 90/Die Grünen)
- Pfeffer, Franz (1901–1966), österreichischer Historiker, Kulturarbeiter und Journalist
- Pfeffer, Franz (1926–2022), deutscher Jurist, Verwaltungsbeamter und Diplomat
- Pfeffer, Friedrich (1888–1946), deutscher Jurist, Verwaltungsbeamter und Politiker (DVP), MdR
- Pfeffer, Fritz (1889–1944), deutscher Zahnarzt und Opfer der Nationalsozialisten
- Pfeffer, Georg (1854–1931), deutscher Zoologe
- Pfeffer, Georg (1943–2020), deutscher Ethnologe
- Pfeffer, Gulla (1897–1967), deutsche Ethnologin
- Pfeffer, Günther (1914–1966), deutscher U-Boot-Kommandant
- Pfeffer, Harald (1936–2020), deutscher Skispringer
- Pfeffer, Ilse (* 1955), österreichische Politikerin (SPÖ) und Bezirksvorsteherin
- Pfeffer, Jeffrey (* 1946), US-amerikanischer Wirtschaftswissenschaftler
- Pfeffer, Johann, deutscher Bildhauer im Herzogtum Preußen
- Pfeffer, Johann († 1493), deutscher katholischer Theologe und Hochschullehrer
- Pfeffer, Johann David (1769–1842), Spielmann
- Pfeffer, Joseph (1879–1960), deutscher Politiker (CDU), Oberbürgermeister von Lörrach (1945–1948)
- Pfeffer, Kamilla (* 1982), deutsche Dokumentarfilmregisseurin
- Pfeffer, Karl (1903–1975), österreichischer Krankenkassenfunktionär, Politiker (SPÖ), Abgeordneter zum Nationalrat
- Pfeffer, Karl Heinz (1906–1971), deutscher Soziologe und Volkskundler
- Pfeffer, Karl-Heinz (* 1939), deutscher Geograph
- Pfeffer, Katharina (* 1951), österreichische Politikerin (SPÖ), Abgeordnete zum Nationalrat, Landtagsabgeordnete, Mitglied des Bundesrates
- Pfeffer, Klaus (* 1963), deutscher römisch-katholischer Geistlicher und Generalvikar
- Pfeffer, Klaus Dieter (* 1962), deutscher Mediziner, Immunologe und Molekularbiologe
- Pfeffer, Leo (1910–1993), US-amerikanischer Rechtsanwalt und Hochschullehrer
- Pfeffer, Magnus (* 1974), deutscher Bibliothekswissenschaftler und Informatiker
- Pfeffer, Max (1883–1955), deutscher General der Artillerie im Zweiten Weltkrieg
- Pfeffer, Max (1884–1964), austroamerikanischer Verleger und Literaturagent
- Pfeffer, Mette (* 2005), deutsche Volleyballspielerin
- Pfeffer, Nicolai (* 1985), deutscher Klarinettist
- Pfeffer, Nora (1919–2012), russlanddeutsche Schriftstellerin
- Pfeffer, Ori (* 1975), australisch-israelischer Filmschauspieler
- Pfeffer, Paul (1651–1736), deutscher Jurist, Politiker und Liederdichter
- Pfeffer, Peter (* 1969), österreichischer Ingenieurwissenschaftler, Autor und Unternehmer
- Pfeffer, Robert (1941–1979), deutscher Journalist und Nahost-ExperteRobert Pfeffer (1941–1979)

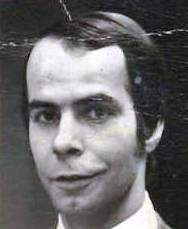
Robert Pfeffer (1941–1979)

- Pfeffer, Sascha (* 1978), deutscher Eishockey- und Inline-Skaterhockeyspieler
- Pfeffer, Sascha (* 1986), deutscher Fußballspieler
- Pfeffer, Susan Beth (1948–2025), US-amerikanische Autorin
- Pfeffer, Susanne (* 1973), deutsche Kunsthistorikerin und Ausstellungskuratorin
- Pfeffer, Thomas (* 1957), deutscher Sportschütze
- Pfeffer, Thomas (* 1980), österreichischer Eishockeyspieler
- Pfeffer, Werner (* 1951), österreichischer Installationskünstler und Eventmanager
- Pfeffer, Wilhelm (1845–1920), deutscher Botaniker und Pflanzenphysiologe
- Pfeffer, Wilhelm (1937–1987), deutscher Theologe und Pädagoge
- Pfeffer, Zach (* 1995), US-amerikanischer Fußballspieler
- Pfeffer-Wildenbruch, Karl (1888–1971), deutscher General und SS-ObergruppenführerKarl Pfeffer-Wildenbruch (1888–1971)

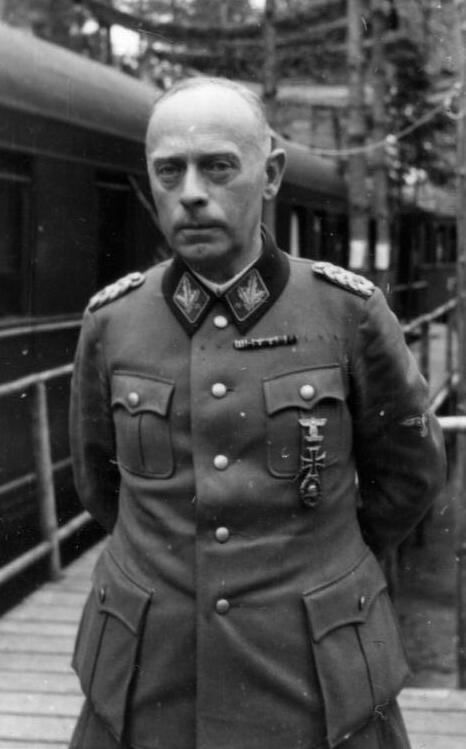
Karl Pfeffer-Wildenbruch (1888–1971)

- Pfefferberg, Leopold (1913–2001), polnisch-jüdischer Holocaust-Überlebender, der zu den „Schindlerjuden“ gezählt wurde
- Pfefferhard, Johannes I. († 1331), Bischof von Chur
- Pfefferhard, Ulrich († 1351), Bischof von Konstanz
- Pfefferkorn, Felix Samuel, wahrscheinlich fiktiver deutscher Maler
- Pfefferkorn, Georg Friedrich (1767–1828), deutscher Jurist
- Pfefferkorn, Georg Michael (1645–1731), deutscher evangelischer Theologe, Kirchenliederdichter und Rhetoriker
- Pfefferkorn, Gerhard (1913–1989), deutscher Physiker
- Pfefferkorn, Ignaz (1726–1798), Ordensgeistlicher, Missionar und Naturforscher
- Pfefferkorn, Johannes (1469–1521), deutscher, judenfeindlicher Schriftsteller
- Pfefferkorn, Jürgen (* 1949), deutscher Fußballspieler
- Pfefferkorn, Peter (* 1940), deutscher Holzstecher und Maler
- Pfefferkorn, Roland, französischer Soziologe
- Pfefferkorn, Rudolph (1826–1883), deutscher Jurist und Kommunalpolitiker
- Pfefferkorn, Wolfgang (1928–2004), deutscher Ingenieur und Hochschullehrer
- Pfefferle, Erwin (1880–1961), deutscher Maler, Graphiker und Lithograph
- Pfefferle, Josef (1862–1939), österreichischer Mosaizist
- Pfefferle, Karl (1918–2009), deutscher Imker und Fachschriftsteller
- Pfefferle, Markus (* 1964), deutscher Behindertenskifahrer
- Pfefferlein, Babette (* 1973), deutsche Politikerin (Bündnis 90/Die Grünen), MdL
- Pfefferlen, Erich (* 1952), deutscher Schriftsteller, Herausgeber und Pädagoge
- Pfeffermann, Gerhard O. (1936–2019), deutscher Politiker (CDU), MdB und Staatssekretär
- Pfeffinger, Johann (1493–1573), deutscher evangelischer Theologe und Prediger
- Pfeffinger, Johann Friedrich (1667–1730), deutscher Rechtsgelehrter
- Pfeffinger, Stefan (* 1990), deutscher Volleyballspieler

### Pfei

#### Pfeif
- Pfeif, Pauline Alexandra (* 2002), deutsche WasserspringerinPauline Alexandra Pfeif (* 2002)

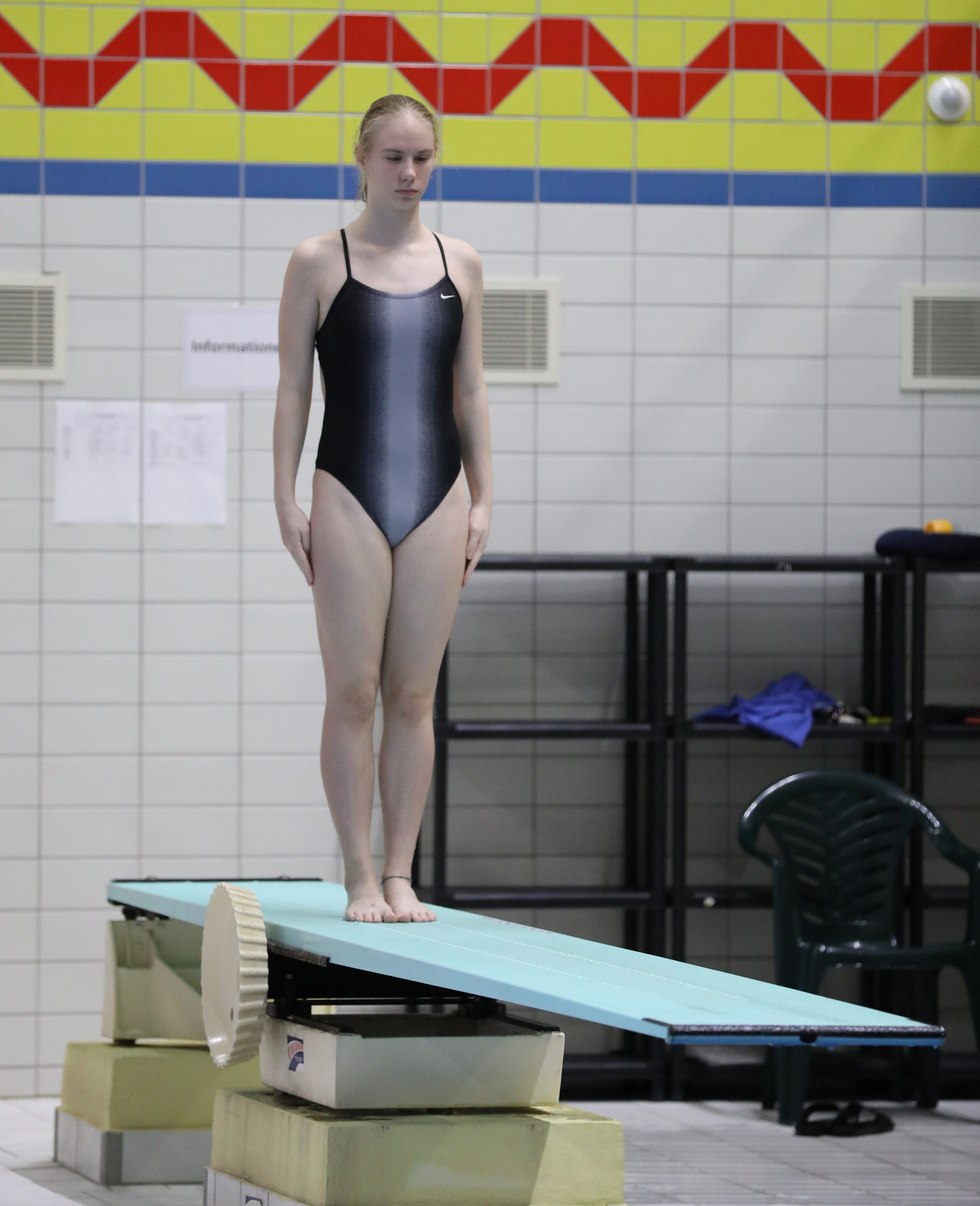
Pauline Alexandra Pfeif (* 2002)

##### Pfeife
- Pfeifenberger, Heimo (* 1966), österreichischer Fußballspieler und -trainer
- Pfeifenberger, Karl (* 1955), österreichischer Politiker (BZÖ), Landeshauptmannstellvertreter in Kärnten, verurteilter Straftäter
- Pfeifenberger, Michael (* 1965), österreichischer Filmemacher
- Pfeifenberger, Peter (* 1964), österreichischer Politiker (SPÖ), Abgeordneter zum Salzburger Landtag
- Pfeifenberger, Valentin (1914–2004), österreichischer Geistlicher, Pfarrer von Thomatal
- Pfeifenberger, Werner (1941–2000), österreichischer Politologe
- Pfeifenberger, Wolfgang (* 1967), österreichischer Politiker (ÖVP), Landtagsabgeordneter
- Pfeifer, Adam (* 1902), deutscher Widerstandskämpfer gegen den Nationalsozialismus
- Pfeifer, Albert (1919–1943), österreichischer und deutscher Skirennläufer
- Pfeifer, Alexander (* 2001), deutscher Handballspieler
- Pfeifer, Andrea (* 1957), deutsche Wissenschaftlerin und Toxikologin
- Pfeifer, Andreas (* 1965), österreichischer Journalist
- Pfeifer, Andreas (* 1965), deutscher Brigadegeneral der BundeswehrAndreas Pfeifer (* 1965)

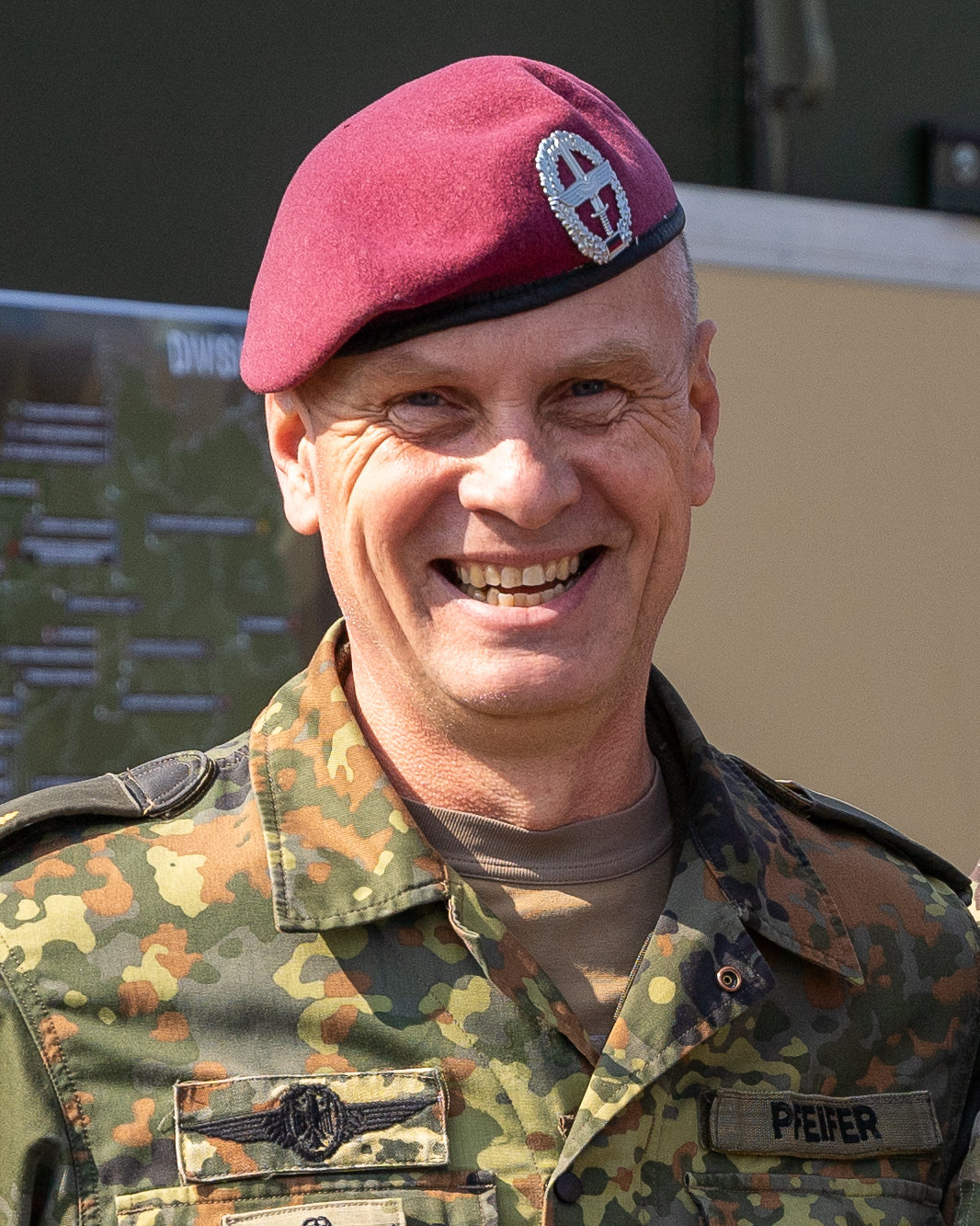
Andreas Pfeifer (* 1965)

- Pfeifer, Andreas (* 1985), österreichischer Floorballspieler
- Pfeifer, Annemarie (* 1954), Schweizer Psychologin, Autorin und Politikerin (EVP)
- Pfeifer, Anton (* 1937), deutscher Politiker (CDU), MdB
- Pfeifer, Arthur (1878–1962), deutscher Architekt
- Pfeifer, Arthur (1884–1976), deutscher Pädagoge und Pazifist
- Pfeifer, August (1877–1919), deutscher Jesuit, römisch-katholischer Theologe und Philosoph
- Pfeifer, Boris (* 1972), österreichischer Schauspieler, Sänger und Musicaldarsteller
- Pfeifer, Cathrin (* 1962), deutsche Akkordeonspielerin und Komponistin
- Pfeifer, Daniela (* 1972), deutsche Politikerin (CDU)
- Pfeifer, Dennis, deutscher Journalist, Leiter der Evangelischen Nachrichtenagentur (IDEA)
- Pfeifer, Dieter (* 1936), deutscher Schwimmer
- Pfeifer, Dieter (1946–2011), deutscher Basketballspieler
- Pfeifer, Dietmar (1940–2010), deutscher Fußballspieler und -trainer
- Pfeifer, Dietmar (* 1953), deutscher Mathematiker und Hochschullehrer
- Pfeifer, Dustin (* 1983), US-amerikanischer Basketballspieler
- Pfeifer, Eduard (1811–1881), deutscher Musiklehrer, Instrumenten- und Orgelbauer
- Pfeifer, Emil (1806–1889), deutscher UnternehmerEmil Pfeifer (1806–1889)

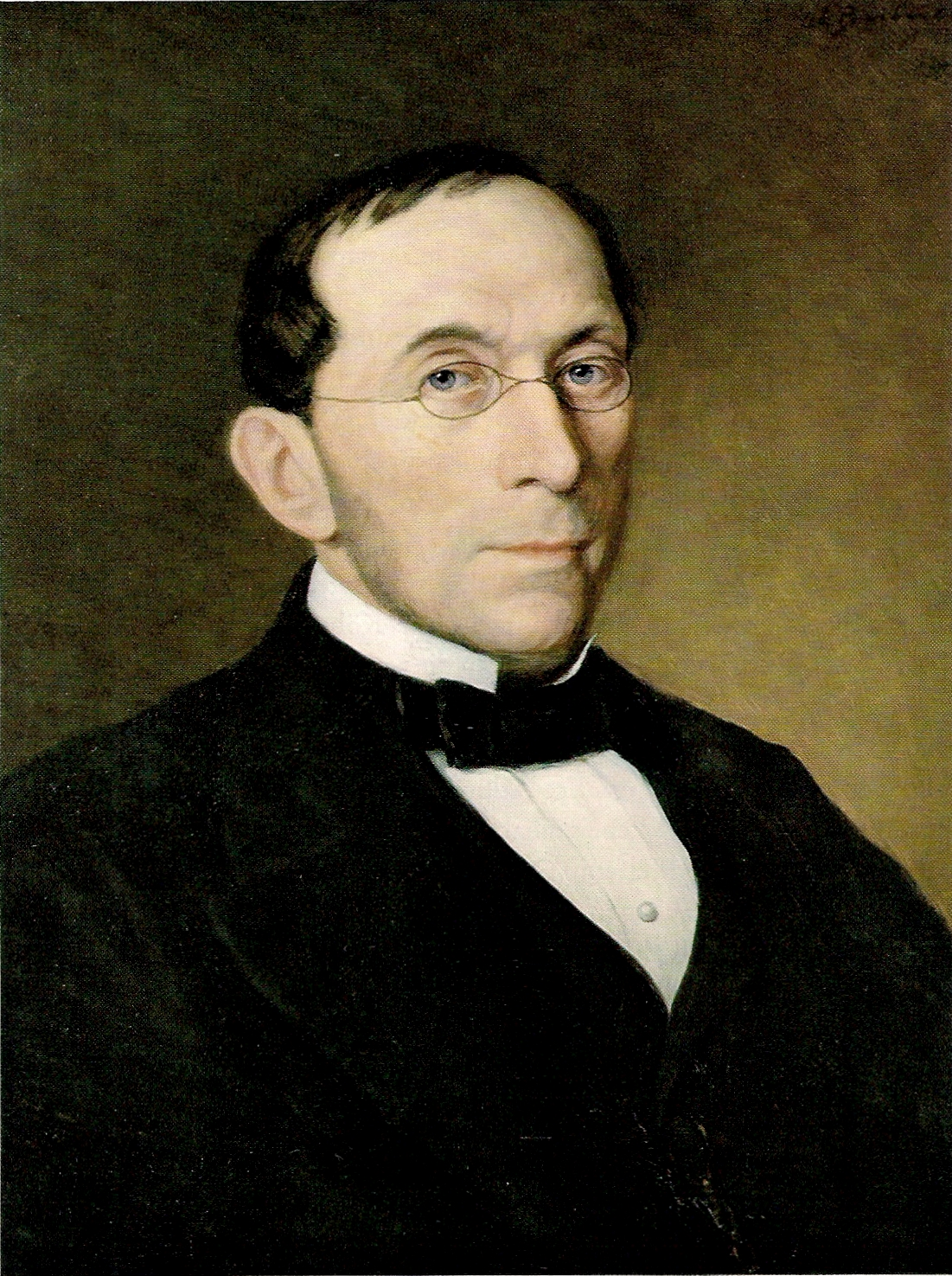
Emil Pfeifer (1806–1889)

- Pfeifer, Erik (* 1987), deutscher Amateurboxer
- Pfeifer, Ernst (1862–1948), deutscher Bildhauer und Kunsthistoriker
- Pfeifer, Felix (1871–1945), deutscher Bildhauer, Medailleur
- Pfeifer, Friedl (1911–1995), österreichischer Skirennläufer
- Pfeifer, Gerhard (1921–2003), deutscher Mund-, Kiefer- und Gesichtschirurg und Hochschullehrer
- Pfeifer, Gerhard (* 1964), österreichischer Militär
- Pfeifer, Gottfried (1901–1985), deutscher Geograph sowie Hochschullehrer
- Pfeifer, Guido (* 1968), deutscher Rechtshistoriker
- Pfeifer, Günter (* 1943), deutscher Architekt
- Pfeifer, Hanns (1902–1989), deutscher Zeichner und Lithograf
- Pfeifer, Hans (1849–1933), deutscher Architekt, braunschweigischer Baubeamter und Schriftsteller
- Pfeifer, Hans (1934–2019), deutscher Klarinettist
- Pfeifer, Hans H. (* 1948), deutscher Kommunalpolitiker (SPD)
- Pfeifer, Hans-Wolfgang (1931–2002), deutscher Verleger
- Pfeifer, Harald (* 1951), deutscher Autor und Journalist
- Pfeifer, Harry (1929–2008), deutscher Physiker
- Pfeifer, Heinrich (* 1905), deutscher Nachrichtenmann
- Pfeifer, Helfried (1896–1970), österreichischer Hochschullehrer und Politiker (VdU, FPÖ), Abgeordneter zum Nationalrat
- Pfeifer, Hellmuth (1894–1945), deutscher Offizier, zuletzt Generalleutnant im Zweiten Weltkrieg
- Pfeifer, Helmut (1922–2006), deutscher Mediziner und Hochschullehrer
- Pfeifer, Henrik (* 1968), deutscher Fotograf, Regisseur und Drehbuchautor
- Pfeifer, Hermann (1859–1940), deutscher Architekt und Hochschullehrer
- Pfeifer, Ignácz (1867–1941), ungarischer Chemiker
- Pfeifer, Jacqueline (* 1995), deutsche Skeletonpilotin
- Pfeifer, Jens (* 1976), deutscher Filmemacher
- Pfeifer, Johannes, deutscher Ökonom
- Pfeifer, Jörg (* 1952), deutscher Leichtathlet und Olympiamedaillengewinner
- Pfeifer, Josef (1933–2022), österreichischer Politiker (SPÖ), Abgeordneter zum Nationalrat
- Pfeifer, Josef (* 1942), österreichischer Politiker (SPÖ), Landtagsabgeordneter, Mitglied des Bundesrates
- Pfeifer, Joseph L. (1892–1974), US-amerikanischer Arzt und Politiker
- Pfeifer, Joseph W. (* 1956), US-amerikanischer Feuerwehrmann und HochschullehrerJoseph W. Pfeifer (* 1956)

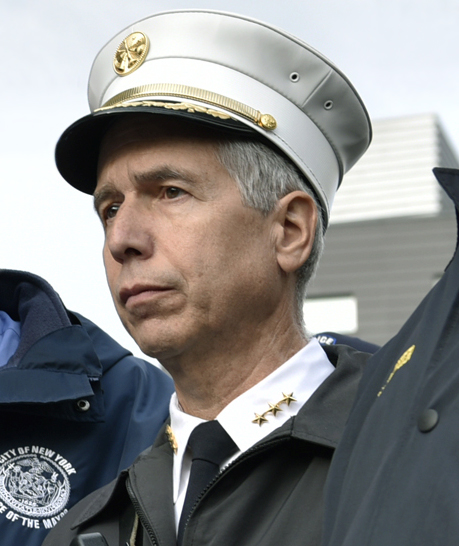
Joseph W. Pfeifer (* 1956)

- Pfeifer, Judith Nika (* 1975), österreichische Autorin, Kommunikations- und Sprachwissenschaftlerin
- Pfeifer, Karl (1900–1983), deutscher Maler
- Pfeifer, Karl (1911–2003), deutscher Schriftleiter und Politiker (DP), MdBB
- Pfeifer, Karl (1928–2023), österreichischer Journalist und Autor
- Pfeifer, Karl (1953–2022), österreichischer Schauspieler, Kabarettist und Schriftsteller
- Pfeifer, Klaus (* 1964), deutscher Sportwissenschaftler und Hochschullehrer
- Pfeifer, Klaus-Peter (* 1954), deutscher Kirchenmusiker, Dirigent, Sänger und Gesangspädagoge
- Pfeifer, Ludwig (1908–1970), deutscher Politiker (SPD), Widerstandskämpfer gegen den Nationalsozialismus, Landrat
- Pfeifer, Mandy (* 1977), deutsche Politikerin (SPD), MdL
- Pfeifer, Manfred (1934–2003), deutscher Fußballspieler und -trainer
- Pfeifer, Manuel (* 1999), österreichischer Fußballspieler
- Pfeifer, Mario (* 1981), deutscher Filmemacher und Videokünstler
- Pfeifer, Marion (* 1956), deutsche Fußballspielerin
- Pfeifer, Martin (1928–1994), deutscher Germanist und Literaturwissenschaftler
- Pfeifer, Martin (* 1984), österreichischer Floorballspieler
- Pfeifer, Melanie (* 1986), deutsche Kanutin
- Pfeifer, Michael David (* 1937), US-amerikanischer Geistlicher, Bischof von San Angelo
- Pfeifer, Olga (* 1973), deutsche Basketballspielerin
- Pfeifer, Otto (1914–1999), Schweizer Fotograf
- Pfeifer, Richard Arwed (1877–1957), deutscher Mediziner und Hirnforscher
- Pfeifer, Roland (* 1964), österreichischer Skirennläufer und Trainer
- Pfeifer, Rolf (* 1947), Schweizer Informatiker und Hochschullehrer
- Pfeifer, Sabine (* 1980), deutsch-niederländische Sängerin, Moderatorin und Schauspielerin
- Pfeifer, Samuel (* 1952), Schweizer Psychiater, Psychotherapeut, Buchautor, Referent und Hochschullehrer
- Pfeifer, Scott (* 1977), kanadischer Curler
- Pfeifer, Sebastian (1898–1982), deutscher Ornithologe
- Pfeifer, Siegfried (1926–2021), deutscher Pharmazeut und Hochschullehrer
- Pfeifer, Stefan (* 1998), österreichischer Fußballspieler
- Pfeifer, Tadeus (1949–2010), Schweizer Schriftsteller
- Pfeifer, Theo (* 1953), deutscher Schauspieler
- Pfeifer, Tilo (* 1939), deutscher Ingenieur und Hochschullehrer für Fertigungsmesstechnik und Qualitätsmanagement
- Pfeifer, Ulrich (* 1935), deutscher Fluchthelfer
- Pfeifer, Uwe (* 1947), deutscher Maler und Grafiker
- Pfeifer, Valentin (1763–1840), deutscher Kaufmann und Reeder
- Pfeifer, Valentin (1837–1909), deutscher Unternehmer der Zucker- und MotorenindustrieValentin Pfeifer (1837–1909)

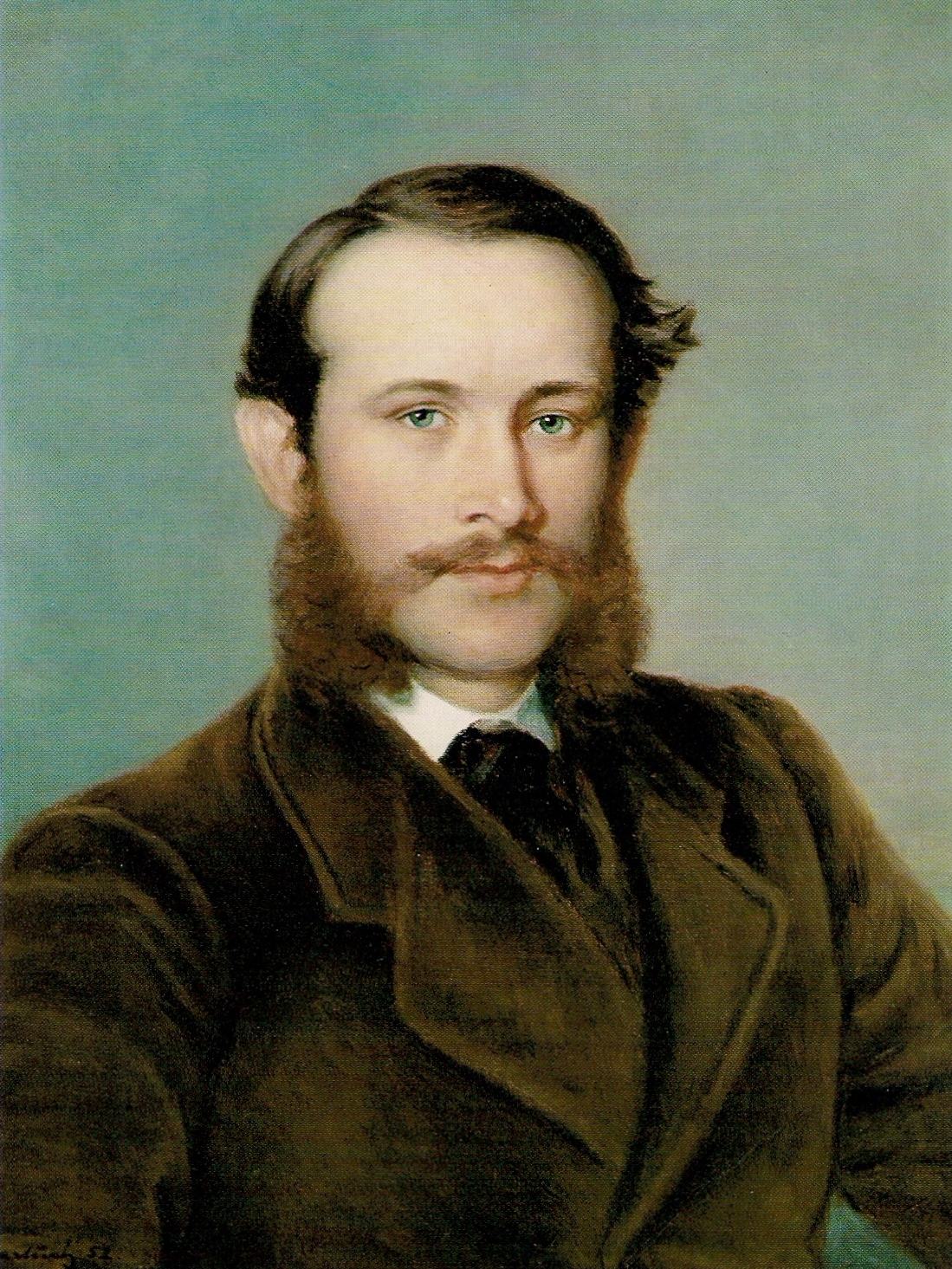
Valentin Pfeifer (1837–1909)

- Pfeifer, Valentin (1886–1964), deutscher Lehrer, Märchensammler und Schriftsteller
- Pfeifer, Viktor (* 1987), österreichischer Eiskunstläufer
- Pfeifer, Werner (1919–1972), österreichischer Architekt
- Pfeifer, Werner (1929–2016), deutscher Schauspieler und Aufnahmeleiter
- Pfeifer, Werner (* 1941), deutscher Fußballspieler
- Pfeifer, Wilhelm (1913–1999), deutscher Rechtsanwalt, Kommunalpolitiker (CDU) und Buchautor
- Pfeifer, Wolfgang (1922–2020), deutscher Etymologe, Philologe
- Pfeifer, Wolfgang (* 1935), deutscher Fußballspieler
- Pfeifer, Wolfgang (* 1946), deutscher Politiker (CDU), MdL
- Pfeifer, Wolfgang (1952–2020), deutscher Önologe
- Pfeifer-Galilea, Stefan (* 1961), deutscher Jazzmusiker
- Pfeifer-Helke, Tobias (* 1971), deutscher Kunsthistoriker
- Pfeifer-Lantschner, Hadwig (1906–2002), österreichisch-deutsche Skirennläuferin

##### Pfeiff
- Pfeiff, Daniel (1618–1662), deutscher evangelischer Theologe, Pastor und Professor in Kopenhagen
- Pfeiff, Johann Jacob (1613–1676), deutschbaltischer evangelischer Geistlicher, Bischof von Estland
- Pfeiff, Karl Arno (1909–1997), deutscher Klassischer Archäologe und Altphilologe
- Pfeiffenberger, Heinz (1911–1968), deutscher Bühnenbildner
- Pfeiffenberger, Karl (1847–1928), deutscher Autor
- Pfeiffenberger, Otto (1878–1950), deutscher Autor
- Pfeiffer, Adolf (1876–1961), deutscher Vizeadmiral der Kriegsmarine
- Pfeiffer, Adolphine Bertha (1889–1971), deutsche Haushälterin und Judenretterin in Polen
- Pfeiffer, Albert (1880–1948), deutscher Archivar
- Pfeiffer, Albert Heinrich (1876–1953), deutscher Fotograf und Portraitist
- Pfeiffer, Albert Wilhelm (1901–1987), deutscher Fotograf, Portraitist und Maler
- Pfeiffer, Alberta (1899–1994), US-amerikanische Architektin
- Pfeiffer, Alexander (* 1971), deutscher Schriftsteller
- Pfeiffer, Alfred (1900–1985), deutscher Ingenieur und Hochschullehrer
- Pfeiffer, Alois (1924–1987), deutscher Politiker (SPD) und Gewerkschafter
- Pfeiffer, Andreas, deutscher Komponist
- Pfeiffer, Andreas (* 1953), deutscher Internist, Klinikdirektor und Hochschullehrer
- Pfeiffer, Angelika (* 1952), deutsche Politikerin (CDU), MdV, MdL, MdB
- Pfeiffer, Anton (1888–1957), deutscher Politiker (BVP, CSU), MdL
- Pfeiffer, August (1640–1698), deutscher lutherischer Theologe, Orientalist, Erbauungsschriftsteller und Superintendent der Stadt Lübeck
- Pfeiffer, August (1848–1919), deutscher Arzt und Bakteriologe
- Pfeiffer, August Emanuel (1812–1854), deutscher Pfarrer und Politiker
- Pfeiffer, August Friedrich (1748–1817), deutscher evangelischer Theologe, Orientalist und Bibliothekar
- Pfeiffer, Baldur (1937–2018), deutscher Kirchenhistoriker und Rektor der Theologischen Hochschule Friedensau
- Pfeiffer, Beate (* 1963), deutsche Schauspielerin und SynchronsprecherinBeate Pfeiffer (* 1963)

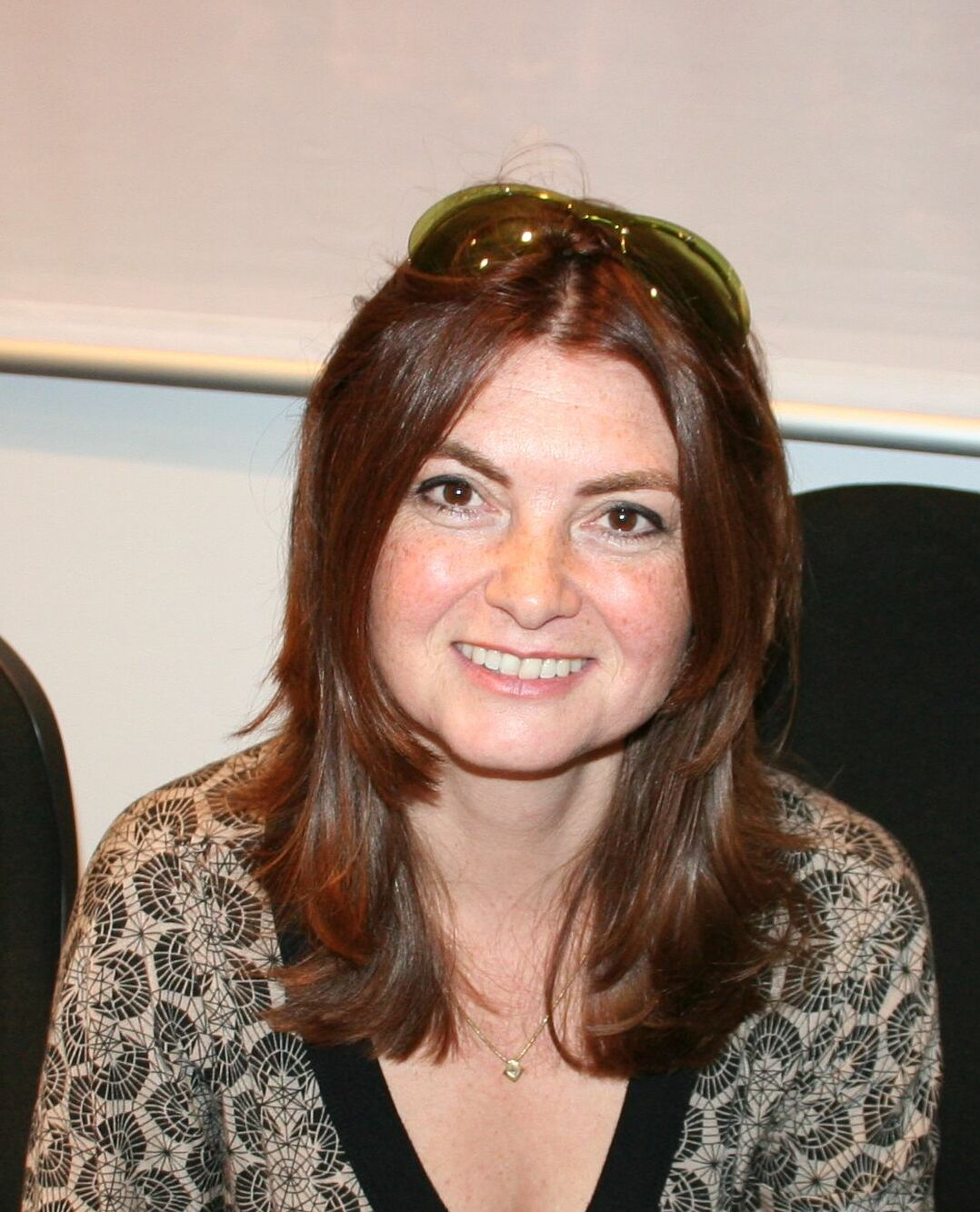
Beate Pfeiffer (* 1963)

- Pfeiffer, Bertram (1797–1872), deutscher Politiker, Bürgermeister von Essen und Remscheid
- Pfeiffer, Birgitt (* 1969), deutsche Politikerin (SPD), MdBB
- Pfeiffer, Boris (* 1964), deutscher Schriftsteller und Theaterregisseur
- Pfeiffer, Burkhard Wilhelm (1777–1852), deutscher liberaler Politiker
- Pfeiffer, Carl (1814–1883), deutscher Politiker und Minister des Kurfürstentums Hessen
- Pfeiffer, Carl (1844–1912), deutscher Bankier, Präsident der Handelskammer Kassel
- Pfeiffer, Carl (1872–1946), deutscher Landwirtschaftsrat und Önologe
- Pfeiffer, Carl Jonas (1779–1836), deutscher Bankier und Malakologe
- Pfeiffer, Christian (* 1944), deutscher Kriminologe, ehemaliger Justizminister des Landes NiedersachsenChristian Pfeiffer (* 1944)

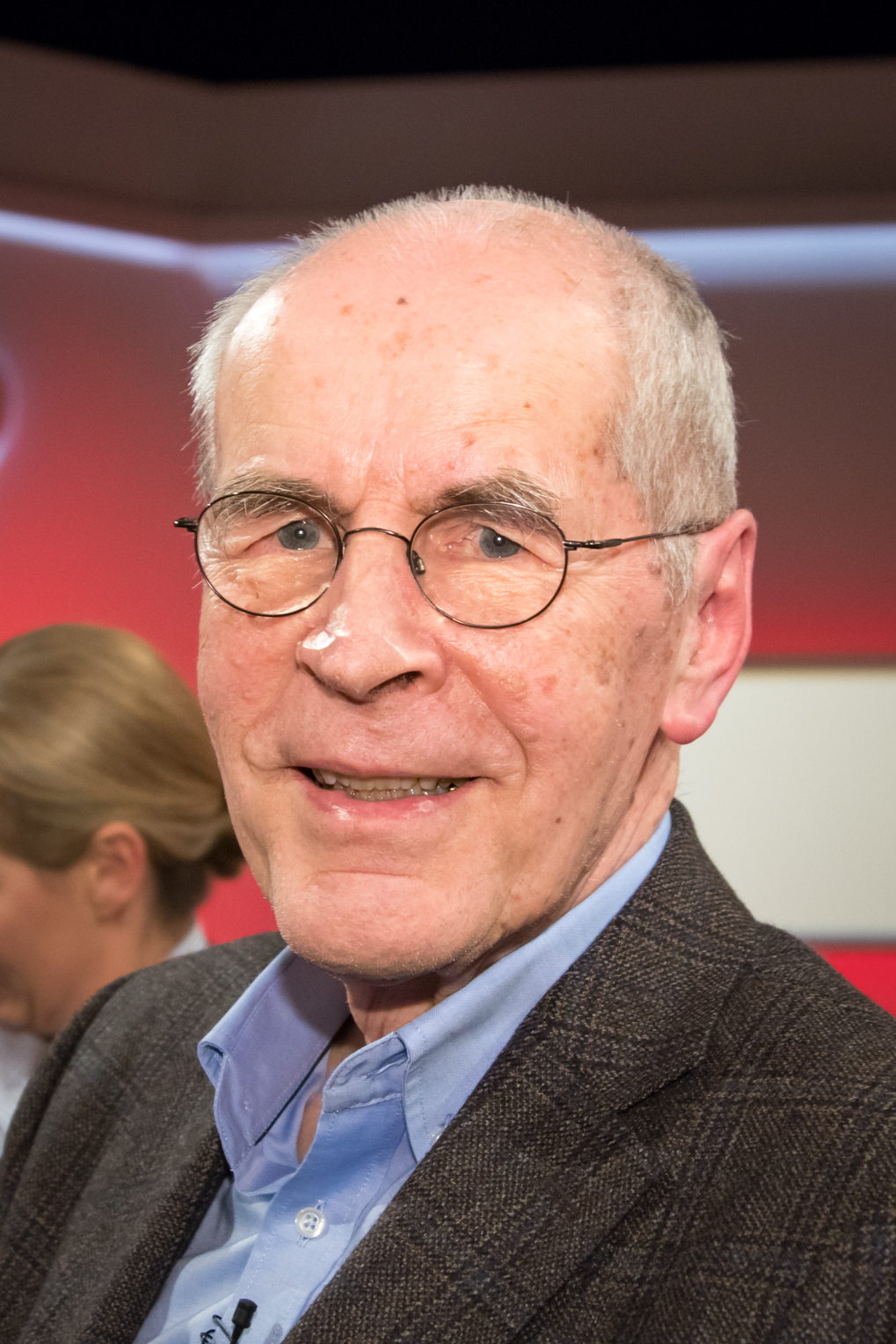
Christian Pfeiffer (* 1944)

- Pfeiffer, Christian (1970–2022), deutscher Stunt-, Trial- und Endurofahrer
- Pfeiffer, Christoph (1689–1758), deutscher evangelischer Theologe und Kirchenlieddichter
- Pfeiffer, Daniel (* 1975), US-amerikanischer Seniorberater für Strategie und Kommunikation von Präsident Barack Obama
- Pfeiffer, Daniela (* 1957), deutsche Politikerin (FDP), MdL
- Pfeiffer, Dedee (* 1964), US-amerikanische Schauspielerin
- Pfeiffer, Dieter, deutscher Basketballspieler
- Pfeiffer, Donat († 1562), deutscher evangelischer Geistlicher
- Pfeiffer, Dorothea (1806–1864), deutsche Malerin
- Pfeiffer, Eduard (1835–1921), deutscher Bankier, Genossenschaftler und Sozialreformer
- Pfeiffer, Ehrenfried (1899–1961), deutsch-amerikanischer Chemiker und Anthroposoph
- Pfeiffer, Emil (1846–1921), deutscher Internist und Kinderarzt
- Pfeiffer, Emily (1827–1890), britische Schriftstellerin und Frauenrechtlerin
- Pfeiffer, Erich (1895–1970), deutscher Unternehmer
- Pfeiffer, Erich (1898–1965), deutscher Antiquitäten- und Kunsthändler
- Pfeiffer, Erna (* 1953), österreichische Romanistin
- Pfeiffer, Ernst (1847–1917), deutscher Mathematiker
- Pfeiffer, Ernst (1870–1933), Arzt und Förderer der Wissenschaften
- Pfeiffer, Ernst (1875–1942), deutscher Schriftsteller und Journalist
- Pfeiffer, Ernst Ezechiel (1831–1904), Ehrenbürger von Cannstatt, Stifter
- Pfeiffer, Ernst-Friedrich (1922–1997), deutscher Internist und Endokrinologe; Hochschullehrer in Ulm
- Pfeiffer, Esther (* 1997), deutsche LeichtathletinEsther Pfeiffer (* 1997)

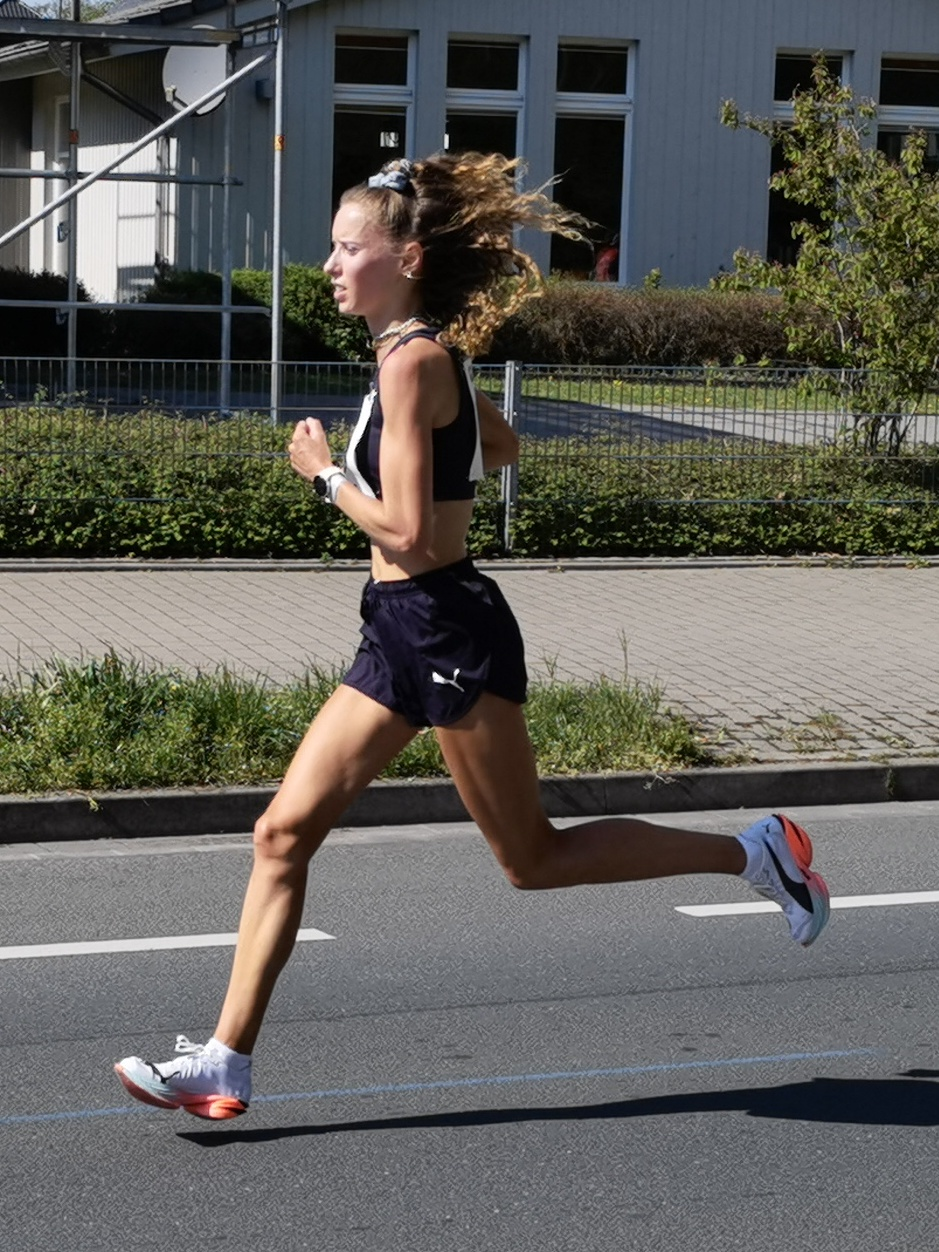
Esther Pfeiffer (* 1997)

- Pfeiffer, Eva-Maria (* 1955), deutsche Biologin, Bodenkundlerin und Hochschullehrerin i.R.
- Pfeiffer, Frank Marten (* 1973), deutscher Dokumentarfilmer, Filmemacher und Kameramann
- Pfeiffer, Franz (1784–1856), preußischer Jurist und Abgeordneter
- Pfeiffer, Franz (1815–1868), Schweizer Germanist und Philologe
- Pfeiffer, Franz (1900–1979), deutscher Verwaltungsjurist und Regierungspräsident der Pfalz
- Pfeiffer, Franz (* 1972), deutscher Physiker und Hochschullehrer
- Pfeiffer, Franz Joseph (1772–1847), französischer Offizier, hoher bayerischer Verwaltungsbeamter, Ritter des französischen Ludwigsordens
- Pfeiffer, Friedrich (1815–1879), deutscher Jurist und Politiker
- Pfeiffer, Friedrich (1883–1961), deutscher Mathematiker
- Pfeiffer, Friedrich (* 1935), deutscher Ingenieur und Hochschullehrer
- Pfeiffer, Friedrich Wilhelm (1822–1891), deutscher Maler
- Pfeiffer, Friedrich Wilhelm (1831–1881), deutscher Gutsbesitzer und Abgeordneter des Kurhessischen Kommunallandtages des Regierungsbezirks Kassel
- Pfeiffer, Georg (1825–1900), deutscher Verwaltungsbeamter
- Pfeiffer, Georg (1890–1944), deutscher General der Artillerie im Zweiten WeltkriegGeorg Pfeiffer (1890–1944)

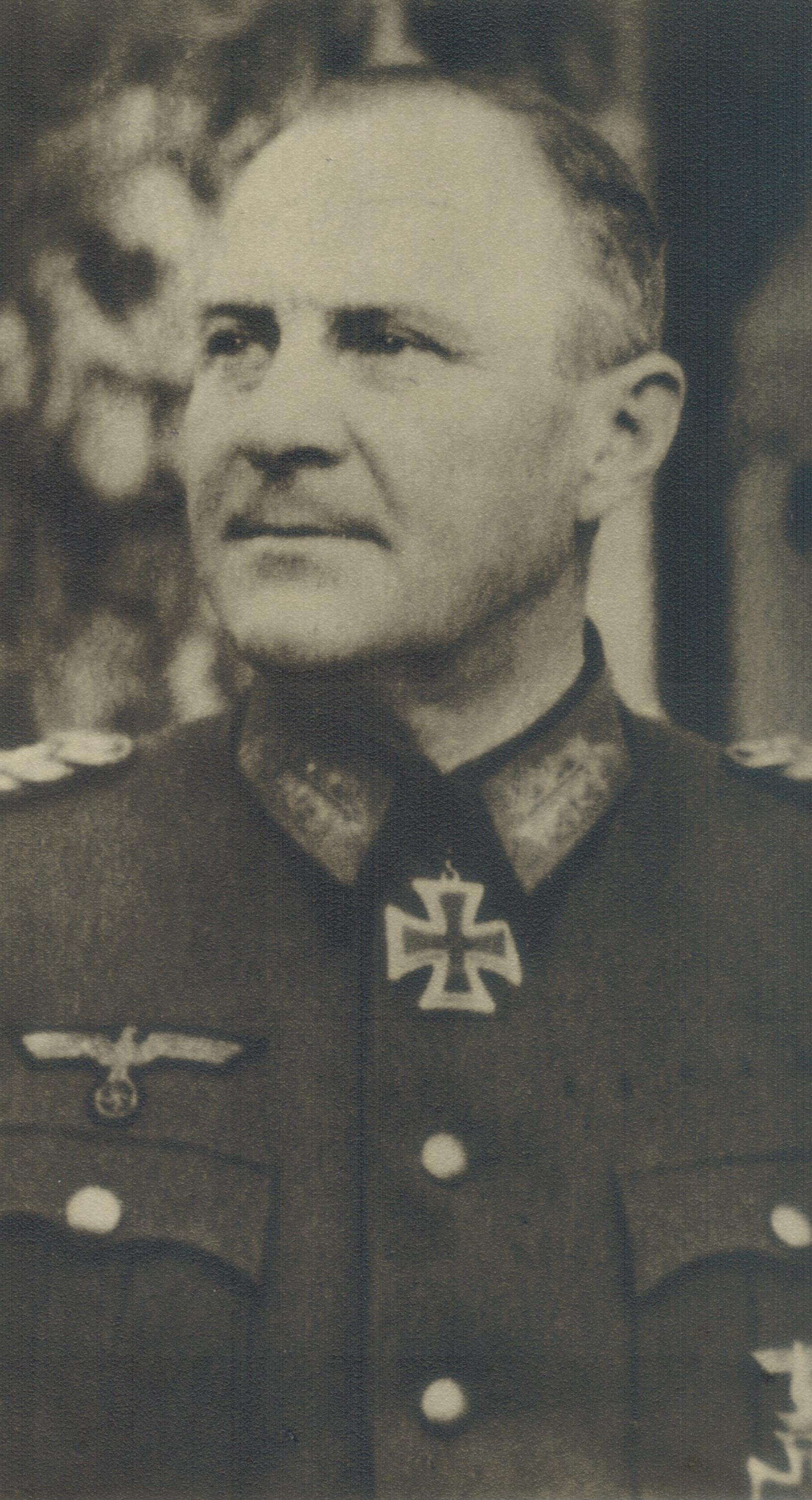
Georg Pfeiffer (1890–1944)

- Pfeiffer, Georg (1897–1967), deutscher Turner
- Pfeiffer, Georg Heinrich (1662–1734), deutscher lutherischer Theologe und Bibliothekar
- Pfeiffer, Georg Ludwig (1809–1892), deutscher Bankier und erster Vorsitzender der Handelskammer Kassel
- Pfeiffer, Georg Wilhelm (1795–1871), deutscher Jurist, Polizei-Assessor und Schriftsteller
- Pfeiffer, George Adam (1889–1943), US-amerikanischer Mathematiker
- Pfeiffer, George Jean (1835–1908), französischer Komponist, Pianist und Musikkritiker
- Pfeiffer, Gerd (1919–2007), deutscher Jurist, Präsident des Bundesgerichtshofs
- Pfeiffer, Gerhard (1905–1996), deutscher Archivar und Historiker
- Pfeiffer, Gerhard (1921–2012), deutscher Fußballspieler
- Pfeiffer, Gerhard (1923–2000), deutscher Schachspieler
- Pfeiffer, Gerhard (* 1943), österreichischer Politiker
- Pfeiffer, Günter (* 1939), deutscher Fußballspieler (DDR)
- Pfeiffer, Gustav (1768–1831), deutscher Pastor
- Pfeiffer, Gustav Adolf (1837–1902), deutscher evangelischer Pfarrer, Gründer der Pfeifferschen Stiftungen in Magdeburg
- Pfeiffer, Hans, deutscher Turner
- Pfeiffer, Hans (1879–1960), deutscher Wasserbaubeamter, Präsident der Wasserstraßendirektion Kiel
- Pfeiffer, Hans (1895–1968), deutscher Politiker (SPD, USPD, KPD), MdR
- Pfeiffer, Hans (1925–1998), deutscher Autor, Dramatiker und Erzähler
- Pfeiffer, Hans (1937–2022), deutscher Physiker
- Pfeiffer, Hans (* 1937), deutscher Fußballspieler
- Pfeiffer, Hans Ludwig (1903–1999), deutscher Maler und Bildhauer
- Pfeiffer, Harald (* 1972), deutscher Politiker (AfD), MdL (Baden-Württemberg)
- Pfeiffer, Harald (* 1974), deutscher Physiker
- Pfeiffer, Heidi (* 1960), deutsche Rechtsmedizinerin und Hochschullehrerin
- Pfeiffer, Heinrich († 1525), Zisterziensermönch, später evangelischer Prediger und Mitstreiter Thomas Müntzers im Bauernkrieg
- Pfeiffer, Heinrich (1927–2016), deutscher Wissenschaftsmanager
- Pfeiffer, Heinrich (1939–2021), deutscher Jesuit und Kunsthistoriker
- Pfeiffer, Heinz (1921–1994), deutscher Geologe und Paläontologe
- Pfeiffer, Heinz (1932–2015), deutscher Kunstradfahrer und Radsporttrainer
- Pfeiffer, Helena (1595–1675), Schweizer Dominikanerin und Priorin
- Pfeiffer, Helmut (1907–1945), deutscher Jurist und SS-Offizier
- Pfeiffer, Helmut (* 1952), deutscher Romanist
- Pfeiffer, Helmuth (1933–2021), deutscher Tierzüchter und Hochschullehrer
- Pfeiffer, Hendrik (* 1993), deutscher LangstreckenläuferHendrik Pfeiffer (* 1993)

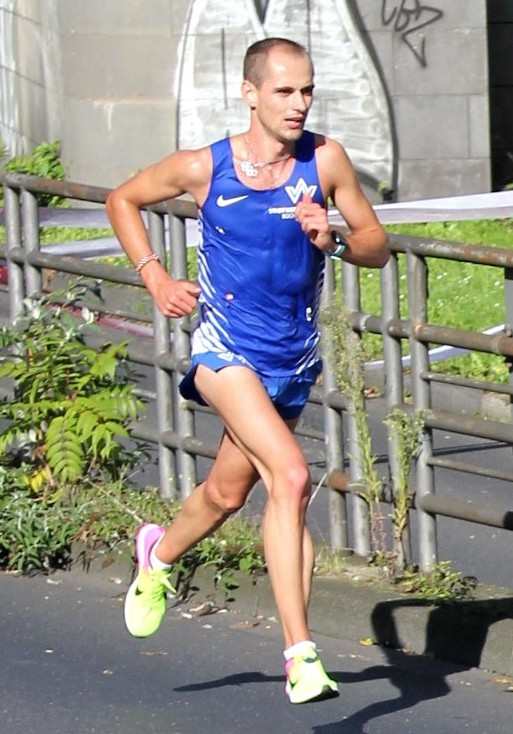
Hendrik Pfeiffer (* 1993)

- Pfeiffer, Henrik (* 1964), deutscher evangelischer Theologe und Alttestamentler
- Pfeiffer, Herbert (1893–1976), deutscher Offizier in der Luftwaffe der Wehrmacht
- Pfeiffer, Hermann (1883–1964), deutscher Grafiker und Autor
- Pfeiffer, Hermann (1902–1969), deutscher Schauspieler
- Pfeiffer, Hermann (1907–1991), österreichischer römisch-katholischer Geistlicher
- Pfeiffer, Hermann Ludwig (* 1858), badischer Beamter
- Pfeiffer, Hubert (1891–1932), deutscher Organist, Pianist und Komponist
- Pfeiffer, Ida (1797–1858), österreichische Entdeckerin und SchriftstellerinIda Pfeiffer (1797–1858)

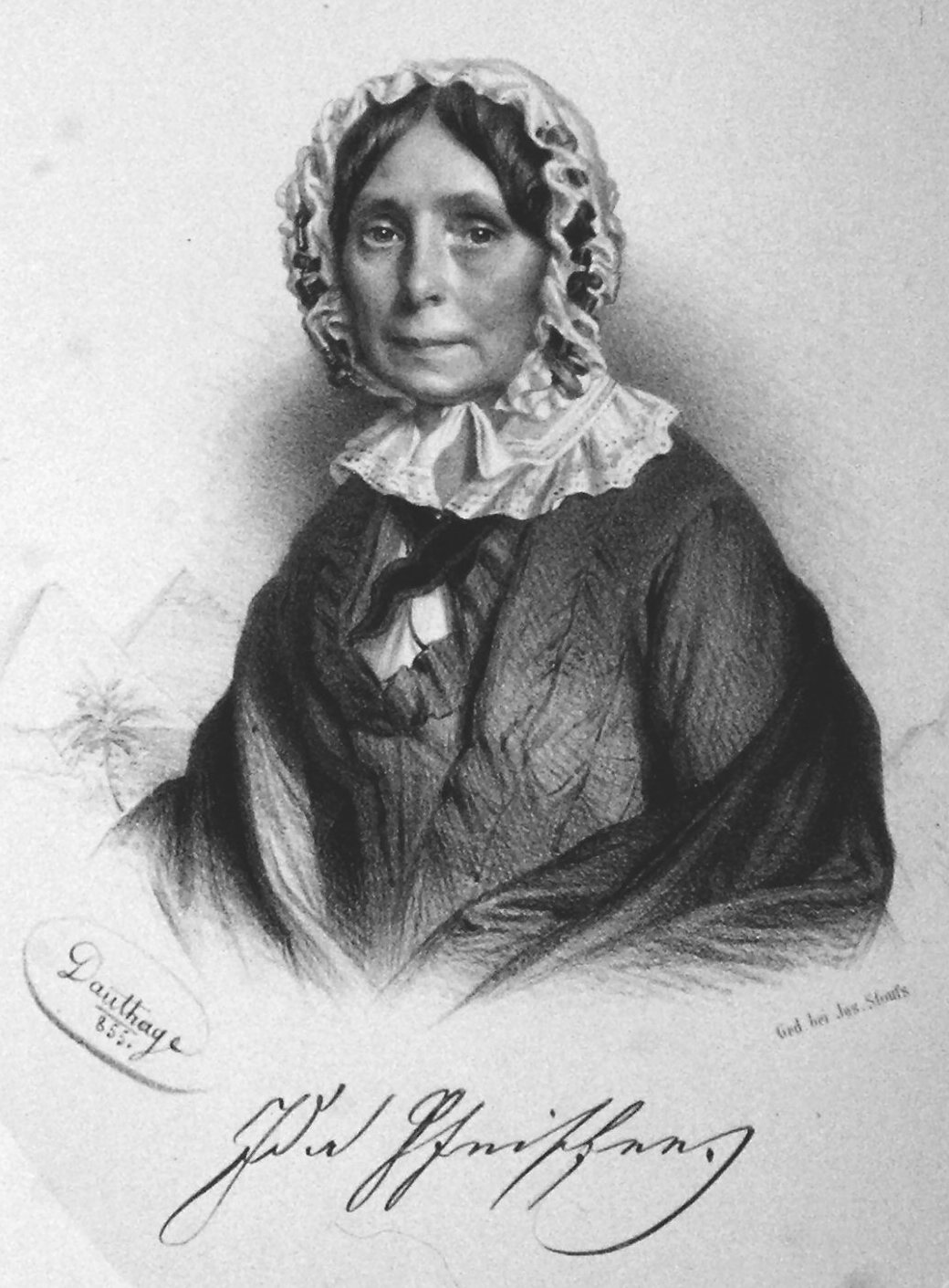
Ida Pfeiffer (1797–1858)

- Pfeiffer, Ilona (* 1975), deutsche Langstreckenläuferin
- Pfeiffer, Ingrid (* 1966), deutsche Kunsthistorikerin, Autorin und Ausstellungskuratorin
- Pfeiffer, Joachim (* 1950), deutscher Literaturwissenschaftler und Literaturdidaktiker
- Pfeiffer, Joachim (* 1967), deutscher Politiker (CDU), MdB
- Pfeiffer, Joachim Ehrenfried (1709–1787), deutscher evangelischer Theologe
- Pfeiffer, Johann (1639–1684), deutscher Mediziner, Leibarzt am reußischen Hof in Gera
- Pfeiffer, Johann (1697–1761), deutscher Komponist, Violinist und Kapellmeister des Spätbarock
- Pfeiffer, Johann (1832–1882), österreichischer Graveur und Medailleur
- Pfeiffer, Johann Christoph (1705–1768), deutscher lutherischer Theologe und Geistlicher
- Pfeiffer, Johann Ehrenfried (1767–1841), deutscher Auktionskommissar, Gastwirt und Schriftsteller
- Pfeiffer, Johann Friedrich von (1717–1787), deutscher Kameralist
- Pfeiffer, Johann Gottlob (1667–1740), deutscher evangelischer Theologe, Orientalist und Komponist
- Pfeiffer, Johann Jakob (1740–1791), deutscher evangelischer Theologe
- Pfeiffer, Johann Lorenz (1662–1743), deutscher lutherischer Theologe und Geistlicher
- Pfeiffer, Johann Philipp (1645–1695), deutscher Philologe, Bibliothekar und Theologe
- Pfeiffer, Johannes (1886–1965), deutscher katholischer Priester der Diözese Speyer, Hochschullehrer und Buchautor
- Pfeiffer, Johannes (1902–1970), deutscher Schriftsteller, Literaturwissenschaftler und Philosoph
- Pfeiffer, Johannes (* 1954), deutscher Landart- und Installationskünstler
- Pfeiffer, Josef (* 1884), böhmischer Fechter
- Pfeiffer, Josef (1920–2011), deutscher Geistlicher, Generalvikar Bistum Eichstätt
- Pfeiffer, Jost (1920–2010), deutscher Kommunalpolitiker und Ehrenbürger der Stadt Aachen
- Pfeiffer, Judith (* 1964), deutsche Islamwissenschaftlerin
- Pfeiffer, Julius (1824–1910), deutscher Jurist, Rittergutsbesitzer und Politiker (NLP), MdR, MdL (Königreich Sachsen)
- Pfeiffer, Karl (1865–1933), deutscher Jurist und Politiker
- Pfeiffer, Karl (1901–1976), deutscher Bauunternehmer und Verbandspolitiker
- Pfeiffer, Karl (* 1908), deutscher Zahnarzt, Präsident der Landeszahnärztekammer in Baden
- Pfeiffer, Karl Hermann (1751–1829), deutscher Kupferstecher
- Pfeiffer, Karl Ludwig (1874–1952), deutscher Bankier und Präsident der Industrie- und Handelskammer Kassel
- Pfeiffer, Karl Ludwig (* 1944), deutscher Literatur-, Medien- und Kulturwissenschaftler
- Pfeiffer, Karl-Heinz (1939–2009), deutscher Museumsleiter
- Pfeiffer, Katja (* 1973), deutsche Künstlerin und Hochschullehrerin
- Pfeiffer, Kurt (1893–1987), deutscher Textilkaufmann, Mitinitiator des Karlspreises der Stadt Aachen
- Pfeiffer, Lambert (1935–1996), deutscher Fußballspieler
- Pfeiffer, Linda (* 1948), deutsche Schriftstellerin
- Pfeiffer, Luca (* 1996), deutscher FußballspielerLuca Pfeiffer (* 1996)

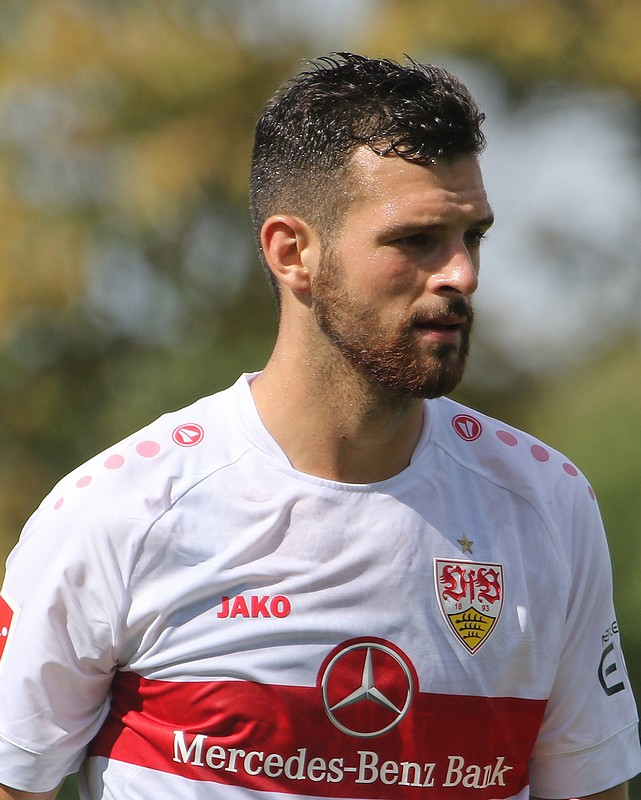
Luca Pfeiffer (* 1996)

- Pfeiffer, Ludwig (1842–1921), deutscher Arzt, Prähistoriker und Münzsammler
- Pfeiffer, Ludwig (1861–1945), deutscher Mediziner, Professor für Hygiene und Beamter des Öffentlichen Gesundheitswesens
- Pfeiffer, Ludwig (1928–2008), deutscher Petrologe, Abgeordneter der Volkskammer (NDPD)
- Pfeiffer, Ludwig Georg Karl (1805–1877), deutscher Arzt, Botaniker und Malakologe
- Pfeiffer, Ludwig von (1790–1854), württembergischer Oberamtmann
- Pfeiffer, Manfred (* 1942), deutscher Fußballspieler
- Pfeiffer, Mara (* 1978), deutsche Autorin und Journalistin
- Pfeiffer, Marcus (* 1981), deutscher Drehbuchautor
- Pfeiffer, Maris (* 1962), deutsche Filmregisseurin
- Pfeiffer, Markus (* 1967), deutscher Schauspieler und Synchronsprecher
- Pfeiffer, Martin, deutscher Journalist
- Pfeiffer, Martin (* 1961), deutscher Sänger, Komponist, Liedtexter und Musikproduzent
- Pfeiffer, Martin (* 1981), deutscher Germanist
- Pfeiffer, Max (1881–1947), russisch-deutscher Filmproduzent
- Pfeiffer, Max Adolf (1875–1957), deutscher Maschinenbauingenieur und Manager in der keramischen Industrie
- Pfeiffer, Maximilian (1875–1926), deutscher Politiker (Zentrum), MdR
- Pfeiffer, Meg (* 1983), deutsche Singer-Songwriterin
- Pfeiffer, Michael (1925–2018), deutscher Fußballspieler und -trainer
- Pfeiffer, Michael (* 1962), deutscher Politiker (parteilos), Oberbürgermeister von Gaggenau
- Pfeiffer, Michael Traugott (1771–1849), Schweizer Musikpädagoge
- Pfeiffer, Michelle (* 1958), US-amerikanische SchauspielerinMichelle Pfeiffer (* 1958)

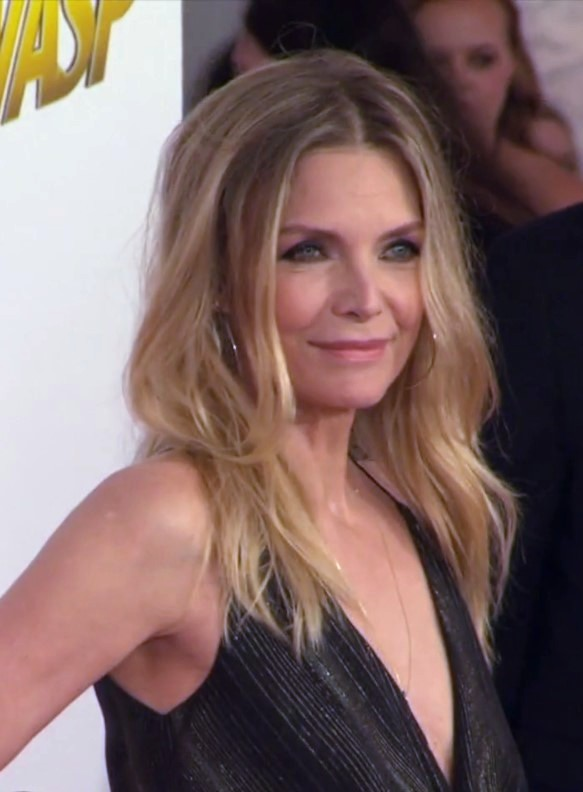
Michelle Pfeiffer (* 1958)

- Pfeiffer, Natascha (* 1972), deutsche Schauspielerin
- Pfeiffer, Nikolaus (* 1954), österreichischer bildender Künstler
- Pfeiffer, Norbert (* 1958), deutscher Mediziner und Hochschullehrer
- Pfeiffer, Norman (1940–2023), US-amerikanischer Architekt
- Pfeiffer, Oscar (1824–1906), österreichisch-argentinischer Pianist und Komponist
- Pfeiffer, Oscar Herbert (1902–1996), deutscher Schriftsteller
- Pfeiffer, Otti (1931–2001), deutsche Lyrikerin sowie Kinder- und Jugendbuchautorin
- Pfeiffer, Otto (1882–1955), deutscher Künstler
- Pfeiffer, Otto (* 1937), deutscher Diplomat, Botschafter der DDR
- Pfeiffer, Pan (1902–1973), deutscher Kunstmaler
- Pfeiffer, Pankratius (1872–1945), deutscher Salvatorianer-Pater
- Pfeiffer, Patric (* 1999), deutsch-ghanaischer Fußballspieler
- Pfeiffer, Paul, deutscher Fußballspieler
- Pfeiffer, Paul (1875–1951), deutscher Chemiker
- Pfeiffer, Paul (1886–1970), deutscher Politiker (SED), MdL Sachsen-Anhalt
- Pfeiffer, Pauline (1895–1951), amerikanische Journalistin und zweite Ehefrau des Autors Ernest HemingwayPauline Pfeiffer (1895–1951)

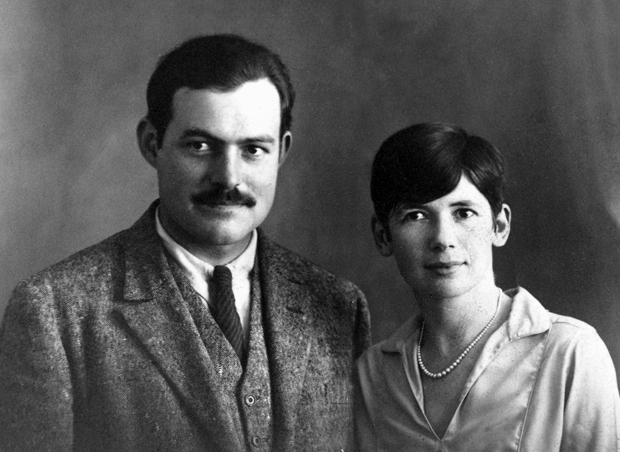
Pauline Pfeiffer (1895–1951)

- Pfeiffer, Peter (1895–1978), deutscher Diplomat
- Pfeiffer, Peter (1922–2003), deutscher Jurist, Vorstandsmitglied der Bayerischen Vereinsbank und Parteifunktionär (CSU)
- Pfeiffer, Peter (* 1943), deutscher Designer
- Pfeiffer, Philipp (1784–1859), deutscher Verwaltungsbeamter
- Pfeiffer, Philipp (* 1969), deutscher Kameramann
- Pfeiffer, Philipp von (1830–1908), deutscher katholischer Priester, Domkapitular, Dompropst, Generalvikar
- Pfeiffer, Ralph (* 1993), deutscher Poolbillardspieler
- Pfeiffer, Reiner (1939–2015), deutscher Journalist
- Pfeiffer, Reinhard (* 1951), deutscher Fußballspieler
- Pfeiffer, Reinhard (* 1954), deutscher Metallbildner und Autor
- Pfeiffer, Richard (1858–1945), deutscher Bakteriologe, Rektor der Universität Breslau
- Pfeiffer, Richard (1878–1962), deutscher Maler und Hochschullehrer
- Pfeiffer, Robert (1925–2017), deutscher Schauspieler
- Pfeiffer, Rudolf (1889–1979), deutscher klassischer Philologe
- Pfeiffer, Rudolf Arthur (1931–2012), deutscher Humangenetiker
- Pfeiffer, Sabine (* 1966), deutsche Soziologin
- Pfeiffer, Sibylle (* 1951), deutsche Politikerin (CDU), MdB
- Pfeiffer, Stefan (* 1965), deutscher Schwimmer
- Pfeiffer, Stefan (* 1974), deutscher Althistoriker und Papyrologe
- Pfeiffer, Stephan (* 1975), deutscher Handballspieler
- Pfeiffer, Stephanie (* 1966), deutsche Basketballspielerin
- Pfeiffer, Theodor (1853–1929), deutscher klassischer Pianist, Komponist und Musikpädagoge
- Pfeiffer, Theodor (1856–1923), deutscher Agrikulturchemiker
- Pfeiffer, Theodor (1875–1936), deutscher Komponist, Dirigent, Organist, Chorleiter und Musikpädagoge
- Pfeiffer, Thomas (1940–2025), deutscher Rechtswissenschaftler und Richter
- Pfeiffer, Thomas (* 1946), deutscher Sänger (Bariton) und Professor für Gesang
- Pfeiffer, Thomas (* 1961), deutscher Jurist
- Pfeiffer, Thomas (* 1970), deutscher Journalist und Politikwissenschaftler
- Pfeiffer, Tobias Friedrich (1756–1803), deutscher Sänger (Tenor), Oboist, Pianist, Komponist und Musikpädagoge
- Pfeiffer, Walter (1891–1971), deutscher Fabrikant
- Pfeiffer, Walter (1927–2014), deutscher Fußballspieler
- Pfeiffer, Walter (* 1946), Schweizer Grafiker und Fotograf
- Pfeiffer, Werner (1933–2019), deutscher Wirtschaftswissenschaftler und Hochschullehrer
- Pfeiffer, Wilhelm († 1856), deutscher Gutsbesitzer, Abgeordneter des Kurhessischen Kommunallandtages des Regierungsbezirks Kassel
- Pfeiffer, Wilhelm (1810–1841), deutscher Lehrer und Schriftsteller
- Pfeiffer, Wilhelm (1867–1959), deutscher Veterinärmediziner und Hochschullehrer
- Pfeiffer, Wilhelm (1888–1939), deutscher Lehrer und Geologe
- Pfeiffer, Willi (1895–1966), deutscher Fußballspieler
- Pfeiffer, William L. (1907–1985), US-amerikanischer Politiker
- Pfeiffer, Willy (1879–1937), deutscher HNO-Arzt
- Pfeiffer, Wolfgang (1912–2003), deutsch-brasilianischer Kunsthistoriker und Sachbuchautor
- Pfeiffer, Wolfgang (* 1953), deutscher Filmproduzent, Regisseur, Drehbuchautor und Blogger
- Pfeiffer-Belli, Erich (1901–1989), deutscher Journalist und Schriftsteller
- Pfeiffer-Haardt, Karl (1902–1957), deutscher Architekt
- Pfeiffer-Poensgen, Isabel (* 1954), deutsche Juristin; Generalsekretärin der Kulturstiftung der LänderIsabel Pfeiffer-Poensgen (* 1954)

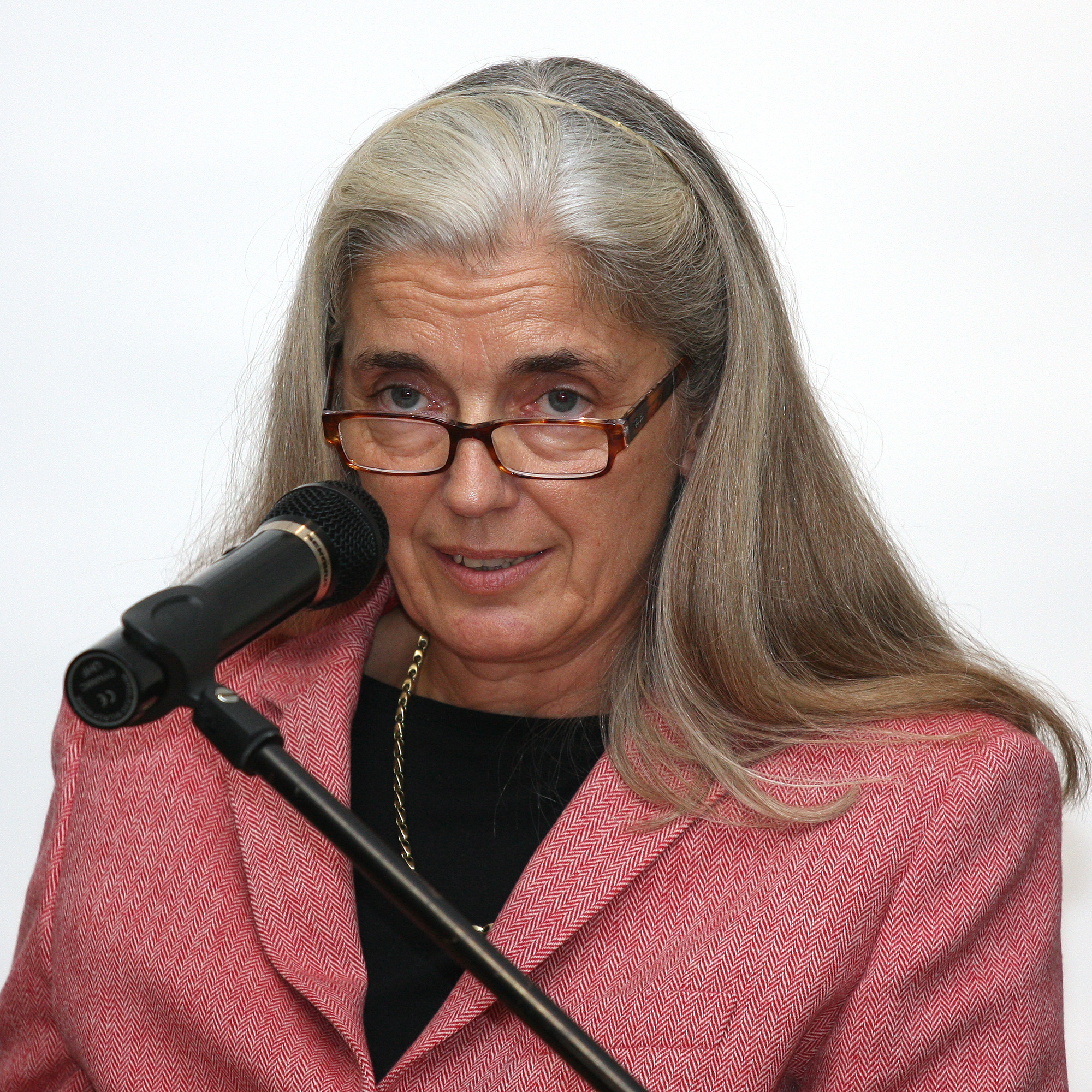
Isabel Pfeiffer-Poensgen (* 1954)

- Pfeiffle, Georg (1864–1921), deutscher Politiker

##### Pfeifl
- Pfeifle, Alfred (1916–1986), deutscher Opernsänger (Tenor)
- Pfeifle, Martin (* 1975), deutscher Bildhauer und Bildender Künstler
- Pfeifle, Ulrich (* 1942), deutscher Politiker (SPD), MdL

#### Pfeij
- Pfeijffer, Ilja Leonard (* 1968), niederländischer Schriftsteller und Dichter

#### Pfeil
- Pfeil und Klein-Ellguth, Bernhard von (1829–1910), preußischer Generalmajor
- Pfeil und Klein–Ellguth, Carl Friedrich Graf von (1735–1807), preußischer Landrat
- Pfeil und Klein-Ellguth, Traugott von (1860–1920), sächsischer Generalmajor
- Pfeil und Klein-Ellguth, Valerian von (1819–1892), preußischer Offizier und Politiker
- Pfeil, Adam Friedrich von (1719–1794), preußischer Kammerdirektor, Kriegs-, Domänen-, Justiz-, Geheim- und Landrat
- Pfeil, Alexander von (* 1970), deutscher Musiktheater-Regisseur
- Pfeil, Aurel (1855–1924), sächsischer Generalmajor
- Pfeil, Christian (1889–1965), deutscher Sportfunktionär
- Pfeil, Christian (* 1970), deutscher Schauspieler, Filmproduzent und Kameramann
- Pfeil, Christl, deutsche Schauspielerin und Hörspielsprecherin
- Pfeil, Christoph Karl Ludwig von (1712–1784), deutscher Jurist, Diplomat, Staatsminister, evangelischer religiöser Liederdichter und Schriftsteller
- Pfeil, Danny (* 1969), deutscher Automobilrennfahrer
- Pfeil, Dirk (* 1948), deutscher Politiker (FDP), MdL
- Pfeil, Donald J. (1937–1989), amerikanischer Science-Fiction-Autor
- Pfeil, Elisabeth (1901–1975), deutsche Stadtsoziologin
- Pfeil, Eric (* 1969), deutscher Autor und Publizist
- Pfeil, Ernst (1850–1919), deutscher evangelischer Pfarrer und Historiker
- Pfeil, Ewald von (1824–1889), schlesischer Rittergutsbesitzer und Politiker
- Pfeil, Frank (* 1960), deutscher Verwaltungsbeamter
- Pfeil, Franz (1884–1945), deutscher Kolonialbeamter und Lehrer
- Pfeil, Giovanni (1851–1930), sächsischer Generalmajor
- Pfeil, Hanna (1925–2022), deutsche Hörfunkmoderatorin
- Pfeil, Hans (1903–1997), deutscher christlicher Philosoph
- Pfeil, Hartmuth (1893–1962), deutscher Grafiker und Zeichner
- Pfeil, Heinrich (1835–1899), deutscher Komponist, Redakteur und Musikschriftsteller
- Pfeil, Heinrich (* 1880), deutscher Jurist und Präsident des Landgerichts Wiesbaden
- Pfeil, Hugo (1885–1967), deutscher römisch-katholischer Priester
- Pfeil, Joachim von (1857–1924), deutscher Afrikaforscher
- Pfeil, Johann Gottlob Benjamin (1732–1800), deutscher Jurist und Schriftsteller
- Pfeil, Johannes († 1544), deutscher Akademiker und Mediziner
- Pfeil, Jörg Magnus (* 1964), deutscher Komponist
- Pfeil, Juliane (* 1987), deutsche Politikerin (SPD), MdL
- Pfeil, Julius Friedrich von (1698–1772), preußischer Landrat
- Pfeil, Ludwig (1920–1994), deutscher Politiker (CDU), MdL
- Pfeil, Mathias (* 1961), deutscher Architekt und Denkmalpfleger
- Pfeil, Mathieu (1862–1939), deutscher Theaterschauspieler
- Pfeil, Robert (1864–1928), deutscher Ingenieur und Regierungsbaumeister
- Pfeil, Theo (1903–1973), deutscher Maler
- Pfeil, Ulrich (* 1966), deutscher Historiker
- Pfeil, Valentin (* 1988), österreichischer Langstreckenläufer
- Pfeil, Victoria (* 1994), österreichische Jazzmusikerin (Saxophone, Komposition)
- Pfeil, Werner (1937–2019), deutscher Leichtathlet
- Pfeil, Werner (* 1966), deutscher Rechtsanwalt und Politiker (FDP), MdLWerner Pfeil (* 1966)

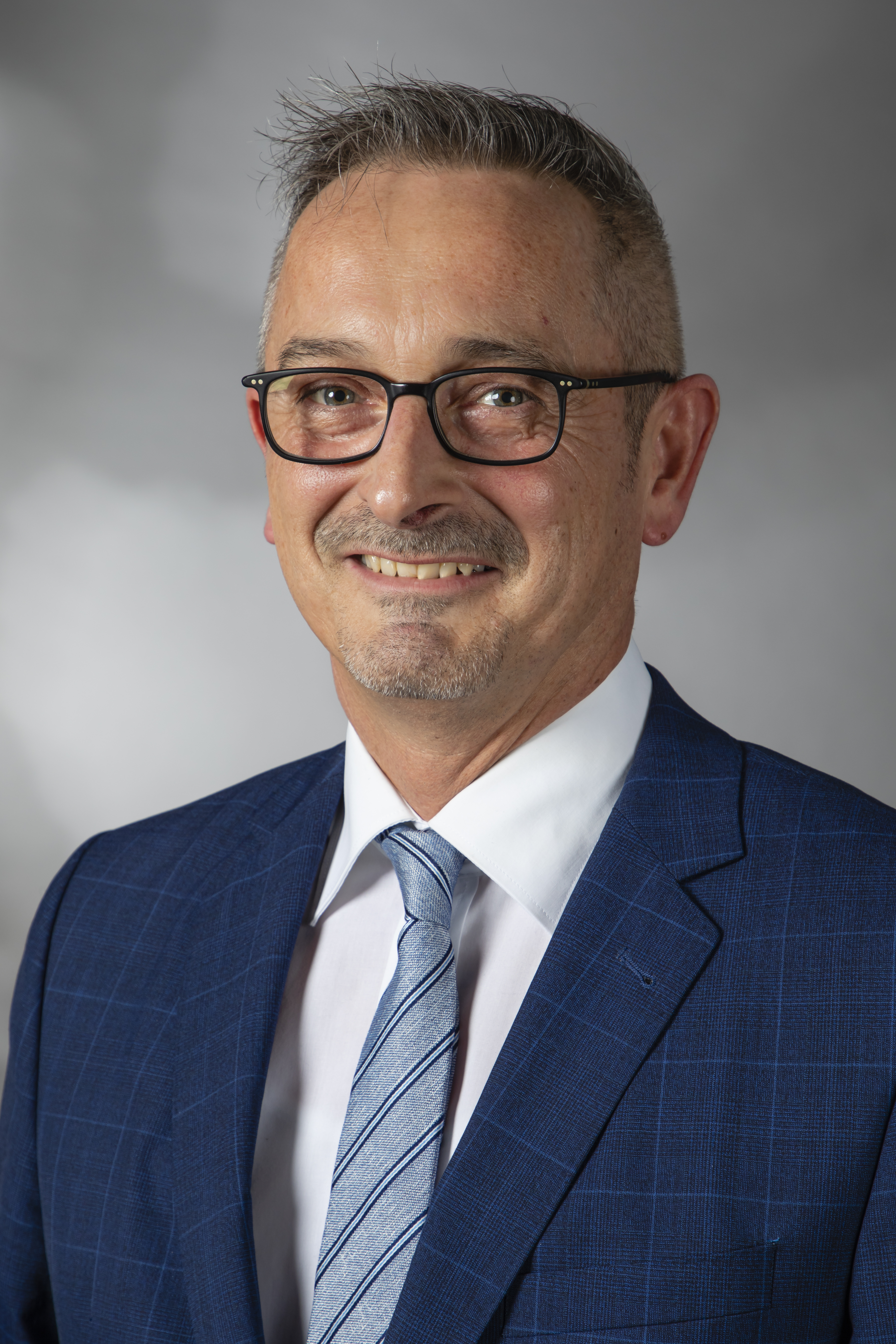
Werner Pfeil (* 1966)

- Pfeil, Wilhelm (1783–1859), deutscher Forstwissenschaftler; einer der „forstlichen Klassiker“
- Pfeil-Braun, Helga (1925–2016), deutsche Buchautorin und Pionierin im Bereich der Weiterbildung von Sekretärinnen
- Pfeil-Burghauß, Eduard von (1833–1905), deutscher Rittergutsbesitzer, MdHH
- Pfeiler, Andreas (* 1961), österreichischer Unternehmer
- Pfeiler, Charlotte (1923–2005), österreichische Architektin
- Pfeiler, Elisabeth (* 1961), österreichische Chorleiterin, Musikerin und Dirigentin
- Pfeiler, Jasmin (* 1984), österreichische Fußballspielerin
- Pfeiler, Jürgen (* 1964), österreichischer Politiker (SPÖ); Vizebürgermeister von Klagenfurt
- Pfeiler, Karl (1920–1990), österreichischer Architekt
- Pfeiler, Richard (* 1956), österreichischer Politiker (SPÖ); Vizebürgermeister von Villach
- Pfeiler, T. C. (* 1958), österreichischer Jazz-Organist und Komponist
- Pfeiler, Werner (* 1941), österreichischer Grafiker und Briefmarkenstecher
- Pfeiler, Wolfgang (1931–2011), deutscher Politikwissenschaftler
- Pfeiler, Wolfgang (* 1947), österreichischer Physiker
- Pfeilitzer genannt Franck, Nikolaus Reinhold (1713–1799), kursächsischer General der Infanterie
- Pfeilitzer-Franck, Otto Hermann von (1788–1844), russischer Offizier baltendeutscher Abstammung
- Pfeill, Karl Gabriel (1889–1942), deutscher Schriftsteller
- Pfeilschifter, Georg (1870–1936), deutscher Theologe und Religionswissenschaftler
- Pfeilschifter, Johann Baptist von (1792–1874), deutscher Publizist
- Pfeilschifter, Josef M. (* 1955), deutscher Mediziner und Hochschullehrer
- Pfeilschifter, Rene (* 1971), deutscher Althistoriker
- Pfeilschifter, Sonja (* 1971), deutsche Sportschützin
- Pfeilschifter-Baumeister, Georg (1901–1980), deutscher Theologe
- Pfeilschmidt, Andreas († 1556), Dresdner Ratsherr und Bürgermeister
- Pfeilschmidt, Ernst Heinrich (1809–1894), deutscher Pfarrer und Schriftsteller
- Pfeilsticker, Carl Gottlieb (1779–1841), württembergischer Verwaltungsbeamter
- Pfeilsticker, Gottlieb (1811–1866), deutscher Architekt
- Pfeilsticker, Walther (1880–1969), deutscher Frauenarzt und Genealoge
- Pfeilstöcker, Thomas (* 1978), österreichischer Fußballspieler

#### Pfeis
- Pfeistlinger, Stefan (* 1961), österreichischer Bühnenbildner

### Pfem
- Pfemfert, Franz (1879–1954), deutscher Publizist, Herausgeber, Literaturkritiker und Fotograf

### Pfen
- Pfender, Franz (1899–1972), deutscher Politiker (Zentrum, CDU), MdL, MdB
- Pfender, Maximilian (1907–2001), deutscher Ingenieur, Leiter der Bundesanstalt für Materialprüfung
- Pfendner von Merkatz, Karl (1759–1823), preußischer Generalmajor
- Pfendt, Jean Wilhelm (1900–1974), deutscher Opernsänger (Bass)
- Pfendtner, Ingrid (* 1959), deutsche Wissenschaftsjournalistin und Sachbuchautorin
- Pfeneberger, Josef (1880–1952), österreichischer Geistlicher, Pädagoge und Politiker (CS)
- Pfennig, Andrew (* 1962), deutscher Fußballspieler und -trainer
- Pfennig, Gero (* 1945), deutscher Politiker (CDU), MdA, MdB, MdEP
- Pfennig, Jan, deutscher Schlagzeuger und Autor
- Pfennig, Johann Christian (1706–1787), deutscher Orgelbauer in Kröbeln
- Pfennig, Johann Christoph, deutscher Organist und Orgelbauer in der Niederlausitz
- Pfennig, Johann Christoph (1724–1804), deutscher Theologe und Autor
- Pfennig, Jörn (* 1944), deutscher Lyriker und Jazzmusiker
- Pfennig, Kurt (1942–1996), deutscher Flottillenadmiral der Deutschen Marine
- Pfennig, Manfred (* 1941), deutscher Fußballtorhüter
- Pfennig, Mirko (* 1972), deutscher Jazzmusiker (Kontrabass)
- Pfennig, Norbert (1925–2008), deutscher Mikrobiologe und Ökologe
- Pfennig, Ole (* 1964), deutscher Schauspieler und Synchronsprecher
- Pfennig, Oscar (1880–1963), deutscher Architekt
- Pfennig, Reinhard (1914–1994), deutscher Maler, Grafiker und Kunstdozent
- Pfennig, Werner (1937–2008), deutscher Gewerkschafter
- Pfennigbauer, Friedrich (1909–1968), österreichischer Zisterzienser
- Pfennigmann, Josef (1923–1978), deutscher Historiker
- Pfennigsdorf, Emil (1868–1952), deutscher evangelischer Professor für Praktische Theologie an der Universität Bonn
- Pfennigstorf, Sophie (* 1989), deutsche Theater- und Filmschauspielerin
- Pfennigwerth, Jörg (1945–2008), deutscher Schauspieler und Musiker
- Pfenning, Ilsebill (1916–1999), Schweizer Hochspringerin
- Pfenninger, Elisabeth (* 1772), Schweizer Miniaturmalerin
- Pfenninger, Fritz (1934–2001), Schweizer Radrennfahrer
- Pfenninger, Hans (1929–2009), Schweizer Radrennfahrer
- Pfenninger, Hans Felix (1886–1969), Schweizer Jurist
- Pfenninger, Heinrich (1749–1815), Schweizer Porträtmaler und Kupferstecher
- Pfenninger, Jakob (1841–1891), Schweizer Lehrer, Jurist und Politiker
- Pfenninger, Johann Caspar (1760–1838), Schweizer Arzt, Zürcher Freiheitskämpfer, Politiker
- Pfenninger, Johann Konrad (1747–1792), Schweizer reformierter Theologe, Geistlicher und Kirchenlieddichter
- Pfenninger, Johannes (1765–1825), Schweizer Maler und Kupferstecher
- Pfenninger, Louis (* 1944), Schweizer RadsportlerLouis Pfenninger (* 1944)

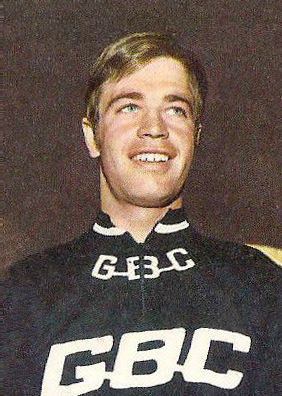
Louis Pfenninger (* 1944)

- Pfenninger, Matthias (1739–1813), Schweizer Zeichner und Kupferstecher
- Pfenninger, Rudolf (1899–1976), deutscher Filmarchitekt, Zeichner, Tontechniker und Animationsfilmer
- Pfenninger-Stadler, Verena (1904–1999), Schweizer Pfarrerin
- Pfenningsdorf, Friedrich (1870–1945), deutscher Jurist und Politiker

### Pfer
- Pferdehirt, Barbara (* 1949), deutsche provinzialrömische Archäologin und Museumsdirektorin
- Pferdekamp, Wilhelm (1901–1966), deutscher Schriftsteller und Übersetzer
- Pferdekämper, Fritz (* 1876), deutscher Sinologe, Hochschullehrer, Redakteur, Kaufmann und Kriegsfreiwilliger
- Pferdmenges, Christian (1806–1874), preußischer Unternehmer und Abgeordneter
- Pferdmenges, Gisela (1918–1999), deutsche Kostümbildnerin, Malerin und Grafikerin
- Pferdmenges, Robert (1880–1962), deutscher Bankier und Politiker (CDU), MdL
- Pferrer, Yvonne (* 1994), deutsche Schauspielerin und Content CreatorinYvonne Pferrer (* 1994)

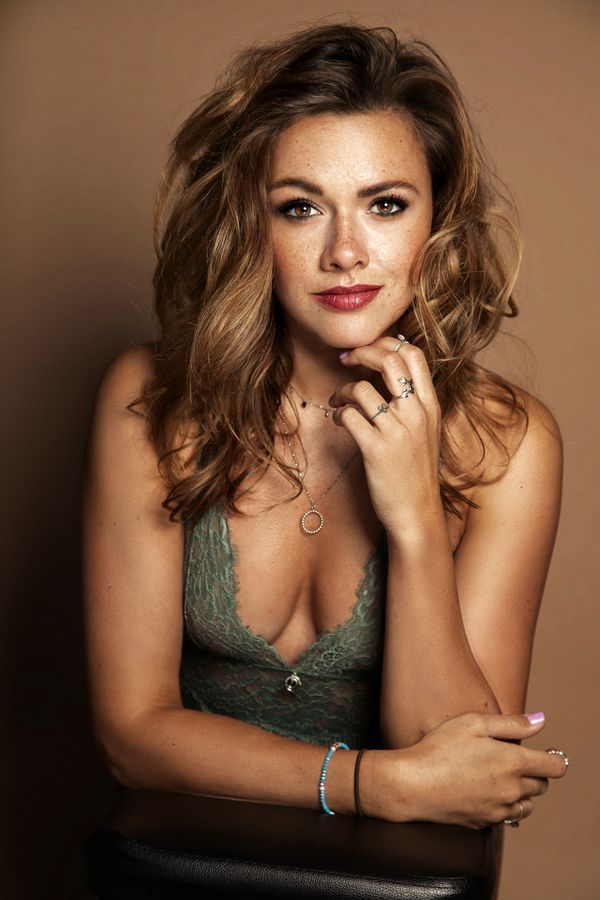
Yvonne Pferrer (* 1994)

- Pfersche, Emil (1854–1916), österreichischer Privatrechtler
- Pferschy, Gerhard (1930–2025), österreichischer Archivar und Historiker
- Pferschy, Karl (1888–1930), österreichisch-italienischer Graphiker und Kunstgewerbler
- Pferschy, Othmar (1898–1984), österreichischer Fotograf
- Pfertzel, Marc (* 1981), französischer Fußballspieler

### Pfes
- Pfest, Leopold Ladislaus (1769–1816), deutsch-österreichischer Schriftsteller
- Pfestorf, Gerhard (1900–1969), deutscher Physiker und Hochschullehrer

### Pfet
- Pfetsch, Barbara (* 1958), deutsche Kommunikationswissenschaftlerin
- Pfetsch, Frank R. (1936–2021), deutscher Politikwissenschaftler
- Pfetsch, Helga (* 1944), deutsche Literaturübersetzerin und Trainerin/Beraterin im Bereich Kommunikation und Lernen
- Pfetten, Max von (1861–1929), deutscher Gutsbesitzer und Politiker, MdR
- Pfetten, Stefanie von (* 1973), kanadische Schauspielerin
- Pfetten-Arnbach, Berthold von (1934–2023), deutscher Diplomat
- Pfetten-Arnbach, Sigmund von (1847–1931), deutscher Gutsbesitzer, Jurist und Politiker, MdR
- Pfettisheim, Konrad († 1516), Autor einer Reimchronik über die Burgunderkriege

### Pfeu
- Pfeufer, Benignus (1732–1797), deutscher Jurist, Archivar und Schriftsteller
- Pfeufer, Benno von (1804–1871), bayerischer Ministerialbeamter und Staatsminister
- Pfeufer, Christian (1780–1852), deutscher Mediziner
- Pfeufer, Christian (1808–1882), deutscher Jurist und Politiker
- Pfeufer, Claus (1937–2024), deutscher Fußballspieler
- Pfeufer, Joachim (1935–2021), französischer Architekt und Künstler
- Pfeufer, Karl von (1806–1869), deutscher Mediziner
- Pfeufer, Sigmund von (1824–1894), bayerischer Innenminister
- Pfeufer, Silvio (* 1992), deutscher Koch
- Pfeuffer, Adolf Valentin Kilian (1875–1956), deutscher Politiker (DNVP, CSU), Bürgermeister, Landrat und Landtagsabgeordneter
- Pfeuffer, Christoph Carl (1801–1861), deutscher Graveur und Medailleur
- Pfeuffer, Franz (1853–1912), österreichischer Ingenieur
- Pfeuffer, Franz von (1808–1883), badischer Jurist und Geheimer Legationsrat
- Pfeuffer, Hartmut (1949–2018), deutscher Zeichner, Radierer, Maler und Fotograf
- Pfeuffer, Johann Michael (1742–1805), Bildhauer und Bildstockmeister
- Pfeuffer, Paul (1929–2012), bayerischer Politiker (CSU)
- Pfeuffer, Theo (1909–1987), deutscher Landwirt, Bürgermeister und Senator (Bayern)
- Pfeuti, Christian (* 1950), Schweizer Skilangläufer
- Pfeuti, Fritz (* 1958), Schweizer Skilangläufer
- Pfeuti, Liliane, Schweizer Basketballspielerin
- Pfeuti, Michael (1959–2022), Schweizer Kontrabassist
- Pfeuti, Pascale (* 1985), Schweizer Schauspielerin, Musikerin und Hörspielsprecherin